# Frankrike i olympiska sommarspelen 2012
Frankrike deltog i de olympiska sommarspelen 2012 som ägde rum i London i Storbritannien mellan den 27 juli och den 12 augusti 2012.

## Medaljörer
| Medalj | Namn                                                                                                   | Sport      | Gren                                  |
| ------ | --- | ---------- | ------------------------------------- |
| Guld   | Julie Bresset                                                                                          | Cykling    | Damernas terränglopp                  |
| Guld   | Renaud Lavillenie                                                                                      | Friidrott  | Herrarnas stavhopp                    |
| Guld   | Frankrikes herrlandslag i handboll                                                                     | Handboll   | Herrarnas turnering                   |
| Guld   | Lucie Décosse                                                                                          | Judo       | Damernas 70 kg                        |
| Guld   | Teddy Riner                                                                                            | Judo       | Herrarnas +100 kg                     |
| Guld   | Émilie Fer                                                                                             | Kanotsport | Damernas K-1 slalom                   |
| Guld   | Tony Estanguet                                                                                         | Kanotsport | Herrarnas C-1 slalom                  |
| Guld   | Camille Muffat                                                                                         | Simning    | Damernas 400 m frisim                 |
| Guld   | Florent Manaudou                                                                                       | Simning    | Herrarnas 50 m frisim                 |
| Guld   | Yannick Agnel                                                                                          | Simning    | Herrarnas 200 m frisim                |
| Guld   | Amaury Leveaux Fabien Gilot Clément Lefert Yannick Agnel Alain Bernard* Jeremy Stravius*               | Simning    | Herrarnas 4x100 m frisim              |
| Silver | Frankrikes damlandslag i basket                                                                        | Basket     | Damernas turnering                    |
| Silver | Bryan Coquard                                                                                          | Cykling    | Herrarnas omnium                      |
| Silver | Grégory Baugé                                                                                          | Cykling    | Herrarnas sprint                      |
| Silver | Grégory Baugé Michaël D'Almeida Kévin Sireau                                                           | Cykling    | Herrarnas lagsprint                   |
| Silver | Mahiedine Mekhissi-Benabbad                                                                            | Friidrott  | Herrarnas 3000 m hinder               |
| Silver | Germain Chardin Dorian Mortelette                                                                      | Rodd       | Herrarnas tvåa utan styrman           |
| Silver | Camille Muffat                                                                                         | Simning    | Damernas 200 m frisim                 |
| Silver | Amaury Leveaux Grégory Mallet Clément Lefert Yannick Agnel Jérémy Stravius*                            | Simning    | Herrarnas 4x200 m frisim              |
| Silver | Céline Goberville                                                                                      | Skytte     | Damernas 10 m luftpistol              |
| Silver | Anne-Caroline Graffe                                                                                   | Taekwondo  | Damernas +67 kg                       |
| Silver | Michaël Llodra Jo-Wilfried Tsonga                                                                      | Tennis     | Herrdubbel                            |
| Brons  | Steeve Guénot                                                                                          | Brottning  | Herrarnas grekisk-romersk stil, 66 kg |
| Brons  | Emmanuel Biron Christophe Lemaitre Pierre-Alexis Pessonneaux Ronald Pognon Jimmy Vicaut                | Friidrott  | Herrarnas 4x100 meter                 |
| Brons  | Hamilton Sabot                                                                                         | Gymnastik  | Herrarnas barr                        |
| Brons  | Priscilla Gneto                                                                                        | Judo       | Damernas 52 kg                        |
| Brons  | Automne Pavia                                                                                          | Judo       | Damernas 57 kg                        |
| Brons  | Gévrise Émane                                                                                          | Judo       | Damernas 63 kg                        |
| Brons  | Audrey Tcheuméo                                                                                        | Judo       | Damernas 78 kg                        |
| Brons  | Ugo Legrand                                                                                            | Judo       | Herrarnas 73 kg                       |
| Brons  | Jonathan Lobert                                                                                        | Segling    | Herrarnas finnjolle                   |
| Brons  | Coralie Balmy Charlotte Bonnet Ophélie-Cyrielle Étienne Camille Muffat Margaux Farrell* Mylène Lazare* | Simning    | Damernas 4x200 m frisim               |
| Brons  | Delphine Réau                                                                                          | Skytte     | Damernas trap                         |
| Brons  | Marlène Harnois                                                                                        | Taekwondo  | Damernas 57 kg                        |
| Brons  | Julien Benneteau Richard Gasquet                                                                       | Tennis     | Herrdubbel                            |

* = tävlade i heat men inte i finalen

## Badminton
- Huvudartikel: Badminton vid olympiska sommarspelen 2012

| Spelare        | Gren       | Gruppnivå                     | Gruppnivå                         | Gruppnivå         | Gruppnivå                           | Eliminering       | Kvartsfinal       | Semifinal         | Final / brons     | Final / brons |
| Spelare        | Gren       | Motståndare Poäng             | Motståndare Poäng                 | Motståndare Poäng | Placering                           | Motståndare Poäng | Motståndare Poäng | Motståndare Poäng | Motståndare Poäng | Placering     |
| -------------- | ---------- | ----------------------------- | --------------------------------- | ----------------- | ----------------------------------- | ----------------- | ----------------- | ----------------- | ----------------- | ------------- |
| Brice Leverdez | Herrsingel | Wong W K (HKG) L 11–21, 16–21 | Ekiring (UGA) W 21–12, 21–11      | 2                 | Gick inte vidare                    | Gick inte vidare  | Gick inte vidare  | Gick inte vidare  | Gick inte vidare  |               |
| Hongyan Pi     | Damsingel  | Hosny (EGY) W 21–11, 21–9     | Magee (IRL) W 16–21, 21–18, 21–14 | 1 Q               | Yip P Y (HKG) L 21–13, 12–21, 16–21 | Gick inte vidare  | Gick inte vidare  | Gick inte vidare  | Gick inte vidare  |               |

## Basket
- Huvudartikel: Basket vid olympiska sommarspelen 2012

### Damernas turnering
| \| \| Pos. \| Namn \| Ålder \| \| Klubb \| \| \| ---- \| ------------------------ \| ------------------ \| \| ----- \| \| \| \| Isabelle Yacoubou (FRA) \| .. år (19XX-XX-XX) \| \| \| \| \| \| Endéné Miyem (FRA) \| .. år (19XX-XX-XX) \| \| \| \| \| \| Clémence Beikes (FRA) \| .. år (19XX-XX-XX) \| \| \| \| \| \| Sandrine Gruda (FRA) \| .. år (19XX-XX-XX) \| \| \| \| \| \| Edwige Lawson-Wade (FRA) \| .. år (19XX-XX-XX) \| \| \| \| \| \| Céline Dumerc (FRA) \| .. år (19XX-XX-XX) \| \| \| \| \| \| Florence Lepron (FRA) \| .. år (19XX-XX-XX) \| \| \| \| \| \| Émilie Gomis (FRA) \| .. år (19XX-XX-XX) \| \| \| \| \| \| Marion Laborde (FRA) \| .. år (19XX-XX-XX) \| \| \| \| \| \| Élodie Godin (FRA) \| .. år (19XX-XX-XX) \| \| \| \| \| \| Emmeline Ndongue (FRA) \| .. år (19XX-XX-XX) \| \| \| \| \| \| Jennifer Digbeu (FRA) \| .. år (19XX-XX-XX) \| \| \| | Förbundskapten(-er): (?)                     |                          |                    |  |       |
| \| \| Pos. \| Namn \| Ålder \| \| Klubb \| \| \| ---- \| ------------------------ \| ------------------ \| \| ----- \| \| \| \| Isabelle Yacoubou (FRA) \| .. år (19XX-XX-XX) \| \| \| \| \| \| Endéné Miyem (FRA) \| .. år (19XX-XX-XX) \| \| \| \| \| \| Clémence Beikes (FRA) \| .. år (19XX-XX-XX) \| \| \| \| \| \| Sandrine Gruda (FRA) \| .. år (19XX-XX-XX) \| \| \| \| \| \| Edwige Lawson-Wade (FRA) \| .. år (19XX-XX-XX) \| \| \| \| \| \| Céline Dumerc (FRA) \| .. år (19XX-XX-XX) \| \| \| \| \| \| Florence Lepron (FRA) \| .. år (19XX-XX-XX) \| \| \| \| \| \| Émilie Gomis (FRA) \| .. år (19XX-XX-XX) \| \| \| \| \| \| Marion Laborde (FRA) \| .. år (19XX-XX-XX) \| \| \| \| \| \| Élodie Godin (FRA) \| .. år (19XX-XX-XX) \| \| \| \| \| \| Emmeline Ndongue (FRA) \| .. år (19XX-XX-XX) \| \| \| \| \| \| Jennifer Digbeu (FRA) \| .. år (19XX-XX-XX) \| \| \| | Positioner: G - Guard C - Center F - Forward |                          |                    |  |       |
| \| \| Pos. \| Namn \| Ålder \| \| Klubb \| \| \| ---- \| ------------------------ \| ------------------ \| \| ----- \| \| \| \| Isabelle Yacoubou (FRA) \| .. år (19XX-XX-XX) \| \| \| \| \| \| Endéné Miyem (FRA) \| .. år (19XX-XX-XX) \| \| \| \| \| \| Clémence Beikes (FRA) \| .. år (19XX-XX-XX) \| \| \| \| \| \| Sandrine Gruda (FRA) \| .. år (19XX-XX-XX) \| \| \| \| \| \| Edwige Lawson-Wade (FRA) \| .. år (19XX-XX-XX) \| \| \| \| \| \| Céline Dumerc (FRA) \| .. år (19XX-XX-XX) \| \| \| \| \| \| Florence Lepron (FRA) \| .. år (19XX-XX-XX) \| \| \| \| \| \| Émilie Gomis (FRA) \| .. år (19XX-XX-XX) \| \| \| \| \| \| Marion Laborde (FRA) \| .. år (19XX-XX-XX) \| \| \| \| \| \| Élodie Godin (FRA) \| .. år (19XX-XX-XX) \| \| \| \| \| \| Emmeline Ndongue (FRA) \| .. år (19XX-XX-XX) \| \| \| \| \| \| Jennifer Digbeu (FRA) \| .. år (19XX-XX-XX) \| \| \| | Spelarnas åldrar och klubb per 27 juli 2012. |                          |                    |  |       |
| | Pos.                                         | Namn                     | Ålder              |  | Klubb |
| |                                              | Isabelle Yacoubou (FRA)  | .. år (19XX-XX-XX) |  |       |
| |                                              | Endéné Miyem (FRA)       | .. år (19XX-XX-XX) |  |       |
| |                                              | Clémence Beikes (FRA)    | .. år (19XX-XX-XX) |  |       |
| |                                              | Sandrine Gruda (FRA)     | .. år (19XX-XX-XX) |  |       |
| |                                              | Edwige Lawson-Wade (FRA) | .. år (19XX-XX-XX) |  |       |
| |                                              | Céline Dumerc (FRA)      | .. år (19XX-XX-XX) |  |       |
| |                                              | Florence Lepron (FRA)    | .. år (19XX-XX-XX) |  |       |
| |                                              | Émilie Gomis (FRA)       | .. år (19XX-XX-XX) |  |       |
| |                                              | Marion Laborde (FRA)     | .. år (19XX-XX-XX) |  |       |
| |                                              | Élodie Godin (FRA)       | .. år (19XX-XX-XX) |  |       |
| |                                              | Emmeline Ndongue (FRA)   | .. år (19XX-XX-XX) |  |       |
| |                                              | Jennifer Digbeu (FRA)    | .. år (19XX-XX-XX) |  |       |

- Gruppspel

| Lag            | S | V | O | F | GM  | IM  | MS  | P  |
| -------------- | - | - | - | - | --- | --- | --- | -- |
| Frankrike      | 5 | 5 | 0 | 0 | 356 | 319 | +37 | 10 |
| Australien     | 5 | 4 | 0 | 1 | 353 | 322 | +31 | 9  |
| Ryssland       | 5 | 3 | 0 | 2 | 314 | 308 | +6  | 8  |
| Kanada         | 5 | 2 | 0 | 3 | 328 | 332 | −4  | 7  |
| Brasilien      | 5 | 1 | 0 | 4 | 329 | 354 | −25 | 6  |
| Storbritannien | 5 | 0 | 0 | 5 | 327 | 372 | −45 | 5  |

|  | 28 juli 2012 | Brasilien | 58–73 | Frankrike | Basketball Arena, London |  |
|  |              |           |       |           |                          |  |
|  |              |           |       |           |                          |  |
|  |              |           |       |           |                          |  |

|  | 30 juli 2012 | Frankrike | 74–70 (e fl) | Australien | Basketball Arena, London |  |
|  |              |           |              |            |                          |  |
|  |              |           |              |            |                          |  |
|  |              |           |              |            |                          |  |

|  | 1 augusti 2012 | Kanada | 60–64 | Frankrike | Basketball Arena, London |  |
|  |                |        |       |           |                          |  |
|  |                |        |       |           |                          |  |
|  |                |        |       |           |                          |  |

|  | 3 augusti 2012 | Frankrike | 80–77 (e fl) | Storbritannien | Basketball Arena, London |  |
|  |                |           |              |                |                          |  |
|  |                |           |              |                |                          |  |
|  |                |           |              |                |                          |  |

|  | 5 augusti 2012 | Frankrike | 65–54 | Ryssland | Basketball Arena, London |  |
|  |                |           |       |          |                          |  |
|  |                |           |       |          |                          |  |
|  |                |           |       |          |                          |  |

- Slutspel

|  | Kvartsfinal | Kvartsfinal | Kvartsfinal |    |    | Semifinal | Semifinal | Semifinal  |            |            | Final      | Final    | Final |
|  |             |             |             |    |    |           |           |            |            |            |            |          |       |
|  | A1          | USA         | 91          |    |    |           |           |            |            |            |            |          |       |
|  |             |             | 91          |    |    |           |           |            |            |            |            |          |       |
|  | B4          | Kanada      | 48          |    |    |           |           |            |            |            |            |          |       |
|  | B4          | Kanada      | 48          |    |    | USA       | 86        |            |            |            |            |          |       |
|  |             |             |             |    |    | USA       | 86        |            |            |            |            |          |       |
|  |             |             | Australien  | 73 |    |           |           |            |            |            |            |          |       |
|  | B2          | Australien  | Australien  | 73 | 75 |           |           |            |            |            |            |          |       |
|  | B2          | Australien  |             |    | 75 |           |           |            |            |            |            |          |       |
|  | A3          | Kina        | 60          |    |    |           |           |            |            |            |            |          |       |
|  |             |             |             |    |    |           |           |            |            |            | USA        | 86       |       |
|  |             |             |             |    |    |           |           |            |            |            | Frankrike  | 50       |       |
|  | B1          | Frankrike   | 71          |    |    |           |           |            |            |            |            |          |       |
|  | B1          | Frankrike   | 71          |    |    |           |           |            |            |            |            |          |       |
|  | A4          | Tjeckien    | 68          |    |    |           |           |            |            |            |            |          |       |
|  | A4          | Tjeckien    | 68          |    |    | Frankrike | 81        |            | Bronsmatch | Bronsmatch | Bronsmatch |          |       |
|  |             |             |             |    |    | Frankrike | 81        |            | Bronsmatch | Bronsmatch | Bronsmatch |          |       |
|  |             |             | Ryssland    | 64 |    |           |           |            |            |            |            |          |       |
|  | A2          | Turkiet     | Ryssland    | 64 | 63 |           |           | Australien | 83         |            |            |          |       |
|  | A2          | Turkiet     |             |    | 63 |           |           | Australien | 83         |            |            |          |       |
|  | B3          | Ryssland    | 66          |    |    |           |           |            |            |            |            | Ryssland | 74    |
|  |             |             |             |    |    |           |           |            |            |            |            |          |       |

### Herrarnas turnering
| Pos. | Nr | Namn             | Ålder                 | Längd  | Klubb                        |
| ---- | -- | ---------------- | --------------------- | ------ | ---------------------------- |
| C    | 4  | Kevin Seraphin   | 22 - 7 december 1989  | 2.06 m | Washington Wizards           |
| F    | 5  | Nicolas Batum    | 23 - 14 december 1988 | 2.03 m | Portland Trail Blazers       |
| G    | 6  | Fabien Causeur   | 25 - 16 juni 1987     | 1.93 m | Caja Laboral                 |
| F    | 7  | Yakhouba Diawara | 29 - 29 augusti 1982  | 2.01 m | Pallacanestro Varese         |
| F/C  | 8  | Ali Traore       | 27 - 28 februari 1985 | 2.08 m | BC Lokomotiv–Kuban Krasnodar |
| G    | 9  | Tony Parker      | 30 - 17 maj 1982      | 1.88 m | San Antonio Spurs            |
| G    | 10 | Yannick Bokolo   | 27 - 19 juni 1985     | 1.88 m | BCM Gravelines               |
| F    | 11 | Florent Piétrus  | 31 - 19 januari 1981  | 2.02 m | Valencia BC                  |
| G    | 12 | Nando De Colo    | 25 - 23 juni 1987     | 1.96 m | San Antonio Spurs            |
| F    | 13 | Boris Diaw       | 30 - 16 april 1982    | 2.03 m | San Antonio Spurs            |
| C    | 14 | Ronny Turiaf     | 31 - 18 juni 1981     | 2.08 m | Los Angeles Clippers         |
| F    | 15 | Mickaël Gelabale | 29 - 22 maj 1983      | 2.01 m | BC Khimki                    |

- Gruppspel

| Lag       | S | V | O | F | GM  | IM  | MS   | P  |
| --------- | - | - | - | - | --- | --- | ---- | -- |
| USA       | 5 | 5 | 0 | 0 | 589 | 398 | +191 | 10 |
| Frankrike | 5 | 4 | 0 | 1 | 376 | 378 | −2   | 9  |
| Argentina | 5 | 3 | 0 | 2 | 448 | 424 | +24  | 8  |
| Litauen   | 5 | 2 | 0 | 3 | 395 | 399 | −4   | 7  |
| Nigeria   | 5 | 1 | 0 | 4 | 338 | 456 | −118 | 6  |
| Tunisien  | 5 | 0 | 0 | 5 | 320 | 411 | −91  | 5  |

|  | 29 juli 2012 | USA | 98 – 71 | Frankrike | Basketball Arena, London |  |
|  |              |     |         |           |                          |  |
|  |              |     |         |           |                          |  |
|  |              |     |         |           |                          |  |

|  | 31 juli 2012 | Frankrike | 71 – 64 | Argentina | Basketball Arena, London |  |
|  |              |           |         |           |                          |  |
|  |              |           |         |           |                          |  |
|  |              |           |         |           |                          |  |

|  | 2 augusti 2012 | Frankrike | 82 – 74 | Litauen | Basketball Arena, London |  |
|  |                |           |         |         |                          |  |
|  |                |           |         |         |                          |  |
|  |                |           |         |         |                          |  |

|  | 4 augusti 2012 | Tunisien | 69 – 73 | Frankrike | Basketball Arena, London |  |
|  |                |          |         |           |                          |  |
|  |                |          |         |           |                          |  |
|  |                |          |         |           |                          |  |

|  | 6 augusti 2012 | Frankrike | 79 – 73 | Nigeria | Basketball Arena, London |  |
|  |                |           |         |         |                          |  |
|  |                |           |         |         |                          |  |
|  |                |           |         |         |                          |  |

- Slutspel

|  | Kvartsfinal | Kvartsfinal | Kvartsfinal |    |           | Semifinal | Semifinal | Semifinal |            |            | Final      | Final     | Final |
|  |             |             |             |    |           |           |           |           |            |            |            |           |       |
|  | B1          | Ryssland    | 83          |    |           |           |           |           |            |            |            |           |       |
|  |             |             | 83          |    |           |           |           |           |            |            |            |           |       |
|  | A4          | Litauen     | 74          |    |           |           |           |           |            |            |            |           |       |
|  | A4          | Litauen     | 74          |    | B1        | Ryssland  | 59        |           |            |            |            |           |       |
|  |             |             |             |    | B1        | Ryssland  | 59        |           |            |            |            |           |       |
|  |             | B3          | Spanien     | 67 |           |           |           |           |            |            |            |           |       |
|  | A2          | B3          | Spanien     | 67 | Frankrike | 59        |           |           |            |            |            |           |       |
|  | A2          |             |             |    | Frankrike | 59        |           |           |            |            |            |           |       |
|  | B3          | Spanien     | 66          |    |           |           |           |           |            |            |            |           |       |
|  |             |             |             |    |           |           |           |           |            | B3         | Spanien    | 100       |       |
|  |             |             |             |    |           |           |           |           |            | A1         | USA        | 107       |       |
|  | A1          | USA         | 119         |    |           |           |           |           |            |            |            |           |       |
|  | A1          | USA         | 119         |    |           |           |           |           |            |            |            |           |       |
|  | B4          | Australien  | 86          |    |           |           |           |           |            |            |            |           |       |
|  | B4          | Australien  | 86          |    | A1        | USA       | 109       |           | Bronsmatch | Bronsmatch | Bronsmatch |           |       |
|  |             |             |             |    | A1        | USA       | 109       |           | Bronsmatch | Bronsmatch | Bronsmatch |           |       |
|  |             | A3          | Argentina   | 83 |           |           |           |           |            |            |            |           |       |
|  | B2          | A3          | Argentina   | 83 | Brasilien | 77        |           | B1        | Ryssland   | 81         |            |           |       |
|  | B2          |             |             |    | Brasilien | 77        |           | B1        | Ryssland   | 81         |            |           |       |
|  | A3          | Argentina   | 82          |    |           |           |           |           |            |            | A3         | Argentina | 77    |
|  |             |             |             |    |           |           |           |           |            |            |            |           |       |

|  | 8 augusti 2012 | Frankrike | 59 – 66   | Spanien | North Greenwich Arena, London |  |
|  |                |           | (Rapport) |         |                               |  |
|  |                |           |           |         |                               |  |
|  |                |           |           |         |                               |  |

## Bordtennis
- Huvudartikel: Bordtennis vid olympiska sommarspelen 2012

| Spelare         | Gren       | Inledande omgång     | Runda 1              | Runda 2              | Runda 3              | Runda 4              | Kvartsfinal          | Semifinal            | Final                | Final            |
| Spelare         | Gren       | Motståndare Resultat | Motståndare Resultat | Motståndare Resultat | Motståndare Resultat | Motståndare Resultat | Motståndare Resultat | Motståndare Resultat | Motståndare Resultat | Placering        |
| --------------- | ---------- | -------------------- | -------------------- | -------------------- | -------------------- | -------------------- | -------------------- | -------------------- | -------------------- | ---------------- |
| Adrien Mattenet | Herrsingel | BYE                  | BYE                  | BYE                  | Chen Wx (AUT) L 0–4  | Gick inte vidare     | Gick inte vidare     | Gick inte vidare     | Gick inte vidare     | Gick inte vidare |
| Xian Yi Fang    | Damsingel  | BYE                  | Hanffou (CMR) W 4–1  | Ri M-S (PRK) W 4–2   | Wang Yg (SIN) L 0–4  | Gick inte vidare     | Gick inte vidare     | Gick inte vidare     | Gick inte vidare     | Gick inte vidare |
| Xue Li          | Damsingel  | BYE                  | BYE                  | Lay J F (AUS) W 4–3  | Shen Yf (ESP) L 0–4  | Gick inte vidare     | Gick inte vidare     | Gick inte vidare     | Gick inte vidare     | Gick inte vidare |

## Boxning
- Huvudartikel: Boxning vid olympiska sommarspelen 2012

Herrar
| Boxare          | Gren          | Sextondelsfinal        | Åttondelsfinal           | Kvartsfinal               | Semifinal            | Final                | Final            |
| Boxare          | Gren          | Motståndare Resultat   | Motståndare Resultat     | Motståndare Resultat      | Motståndare Resultat | Motståndare Resultat | Placering        |
| --------------- | ------------- | ---------------------- | ------------------------ | ------------------------- | -------------------- | -------------------- | ---------------- |
| Jérémy Beccu    | Lätt flugvikt | Zhakypov (KAZ) L 17–18 | Gick inte vidare         | Gick inte vidare          | Gick inte vidare     | Gick inte vidare     | Gick inte vidare |
| Nordine Oubaali | Flugvikt      | Faisal (AFG) W 22–9    | Warren (USA) W 19–18     | Conlan (IRL) L 22–18      | Gick inte vidare     | Gick inte vidare     | Gick inte vidare |
| Rachid Azzedine | Lättvikt      | Ramírez (USA) L 20–21  | Gick inte vidare         | Gick inte vidare          | Gick inte vidare     | Gick inte vidare     | Gick inte vidare |
| Alexis Vastine  | Weltervikt    | Wojcicki (GER) W 16–12 | Tüvshinbat (MGL) W 13–12 | Shelestyuk (UKR) L 18–18+ | Gick inte vidare     | Gick inte vidare     | Gick inte vidare |
| Tony Yoka       | Supertungvikt | i.u.                   | Kean (CAN) L 16–16+      | Gick inte vidare          | Gick inte vidare     | Gick inte vidare     | Gick inte vidare |

## Brottning
- Huvudartikel: Brottning vid olympiska sommarspelen 2012

Herrar, fristil
| Brottare    | Gren   | Kvalomgång           | Åttondelsfinal       | Kvartsfinal          | Semifinal            | Återkval 1           | Återkval 2           | Final / Brons        | Final / Brons |
| Brottare    | Gren   | Motståndare Resultat | Motståndare Resultat | Motståndare Resultat | Motståndare Resultat | Motståndare Resultat | Motståndare Resultat | Motståndare Resultat | Placering     |
| ----------- | ------ | -------------------- | -------------------- | -------------------- | -------------------- | -------------------- | -------------------- | -------------------- | ------------- |
| Didier Pais | -60 kg | BYE                  | Madany (EGY) L 1–3   | Gick inte vidare     | Gick inte vidare     | Gick inte vidare     | Gick inte vidare     | Gick inte vidare     | 11            |

Herrar, grekisk-romersk stil
| Brottare          | Gren   | Kvalomgång           | Åttondelsfinal         | Kvartsfinal           | Semifinal            | Återkval 1           | Återkval 2           | Final / brons          | Final / brons |
| Brottare          | Gren   | Motståndare Resultat | Motståndare Resultat   | Motståndare Resultat  | Motståndare Resultat | Motståndare Resultat | Motståndare Resultat | Motståndare Resultat   | Placering     |
| ----------------- | ------ | -------------------- | ---------------------- | --------------------- | -------------------- | -------------------- | -------------------- | ---------------------- | ------------- |
| Tarik Belmadani   | -60 kg | BYE                  | Ala-Huikku (FIN) W 3–0 | Matsumoto (JPN) L 0–3 | Gick inte vidare     | Gick inte vidare     | Gick inte vidare     | Gick inte vidare       | 9             |
| Steeve Guenot     | -66 kg | BYE                  | Rivas (VEN) W 3–0      | Abdevali (IRI) W 3–0  | Kim H-W (KOR) L 1–3  | BYE                  | BYE                  | Mulens (CUB) W 3–0     | 3             |
| Christophe Guenot | -74 kg | BYE                  | Ikram (TUN) W 3–0      | Vlasov (RUS) L 1–3    | Gick inte vidare     | Madsen (DEN) L 1–3   | Gick inte vidare     | Gick inte vidare       | 8             |
| Mélonin Noumonvi  | -84 kg | BYE                  | Hietaniemi (FIN) W 3–0 | Gaber (EGY) L 1–3     | Gick inte vidare     | BYE                  | Žugaj (CRO) W 3–0    | Janikowski (POL) L 0–3 | 5             |

Damer, fristil
| Brottare       | Gren   | Kvalomgång           | Åttondelsfinal       | Kvartsfinal          | Semifinal            | Återkval 1           | Återkval 2           | Final / brons        | Final / brons |
| Brottare       | Gren   | Motståndare Resultat | Motståndare Resultat | Motståndare Resultat | Motståndare Resultat | Motståndare Resultat | Motståndare Resultat | Motståndare Resultat | Placering     |
| -------------- | ------ | -------------------- | -------------------- | -------------------- | -------------------- | -------------------- | -------------------- | -------------------- | ------------- |
| Cynthia Vescan | -72 kg | BYE                  | Saenko (MDA) L 1–3   | Gick inte vidare     | Gick inte vidare     | Gick inte vidare     | Gick inte vidare     | Gick inte vidare     | 12            |

## Bågskytte
- Huvudartikel: Bågskytte vid olympiska sommarspelen 2012

| Bågskytt                                       | Gren                   | Ranking-runda | Ranking-runda | 32-delsfinal              | Sextondelsfinal            | Åttondelsfinal            | Kvartsfinal           | Semifinal         | Final             | Final            |
| Bågskytt                                       | Gren                   | Poäng         | Seedning      | Motståndare Poäng         | Motståndare Poäng          | Motståndare Poäng         | Motståndare Poäng     | Motståndare Poäng | Motståndare Poäng | Placering        |
| ---------------------------------------------- | ---------------------- | ------------- | ------------- | ------------------------- | -------------------------- | ------------------------- | --------------------- | ----------------- | ----------------- | ---------------- |
| Thomas Faucheron                               | Herrarnas individuella | 665           | 27            | Thamwong (THA) (38) W 6–0 | Prevost (FRA) (27) L 3–7   | Gick inte vidare          | Gick inte vidare      | Gick inte vidare  | Gick inte vidare  | Gick inte vidare |
| Romain Girouille                               | Herrarnas individuella | 677           | 9             | Myo Aung (MYA) (56) L 5–6 | Gick inte vidare           | Gick inte vidare          | Gick inte vidare      | Gick inte vidare  | Gick inte vidare  | Gick inte vidare |
| Gaël Prevost                                   | Herrarnas individuella | 679           | 6             | Kouassi (CIV) (59) W 6–3  | Faucheron (FRA) (27) W 7–3 | Ruban (UKR) (43) L 4–6    | Gick inte vidare      | Gick inte vidare  | Gick inte vidare  | Gick inte vidare |
| Thomas Faucheron Romain Girouille Gaël Prevost | Herrarnas lagtävling   | 2021          | 2             | i.u.                      | i.u.                       | Bye                       | Mexiko L 212–220      | Gick inte vidare  | Gick inte vidare  | Gick inte vidare |
| Bérengère Schuh                                | Damernas individuella  | 640           | 37            | Kawanaka (JPN) (28) W 6–2 | Lin C-E (TPE) (5) W 6–5    | Choi H-j (KOR) (21) W 6–5 | Lorig (USA) (4) L 6–2 | Gick inte vidare  | Gick inte vidare  | Gick inte vidare |

## Cykling
- Huvudartikel: Cykling vid olympiska sommarspelen 2012

### Landsväg
Herrar
| Cyklist          | Gren                | Tid      | Placering |
| ---------------- | ------------------- | -------- | --------- |
| Mickaël Bourgain | Herrarnas linjelopp | Bröt     | Bröt      |
| Sylvain Chavanel | Herrarnas linjelopp | 5:46:05  | 20        |
| Sylvain Chavanel | Herrarnas tempolopp | 56:07.67 | 29        |
| Arnaud Demare    | Herrarnas linjelopp | 5:46;37  | 30        |
| Tony Gallopin    | Herrarnas linjelopp | 5:46:37  | 86        |

Damer
| Cyklist                | Gren               | Tid      | Placering |
| ---------------------- | ------------------ | -------- | --------- |
| Aude Biannic           | Damernas linjelopp | 3:35:56  | 10        |
| Audrey Cordon          | Damernas linjelopp | OTL      | OTL       |
| Audrey Cordon          | Damernas tempolopp | 40:40.51 | 15        |
| Pauline Ferrand-Prevot | Damernas linjelopp | 3:35:56  | 8         |

### Bana
Sprint
| Cyklist                                      | Gren                | Kvalomgång           | Kvalomgång | Heat                             | Heat                             | Återkval                         | Kvartsfinaler                     | Semifinaler                      | Final                            | Final            |
| Cyklist                                      | Gren                | Tid Hastighet (km/h) | Placering  | Motståndare Tid Hastighet (km/h) | Motståndare Tid Hastighet (km/h) | Motståndare Tid Hastighet (km/h) | Motståndare Tid Hastighet (km/h)  | Motståndare Tid Hastighet (km/h) | Motståndare Tid Hastighet (km/h) | Placering        |
| -------------------------------------------- | ------------------- | -------------------- | ---------- | -------------------------------- | -------------------------------- | -------------------------------- | --------------------------------- | -------------------------------- | -------------------------------- | ---------------- |
| Grégory Baugé                                | Herrarnas sprint    | 9.952 72.347         | 2 Q        | Volkakis (GRE) W by DSQ          | Nakagawa (JPN) W 10.490 68.636   | i.u.                             | Förstemann (GER) W 10.490, 10.300 | Perkins (AUS) W 10.358, 10.268   | Kenny (GBR) L                    | 2                |
| Grégory Baugé Michaël D'Almeida Kévin Sireau | Herrarnas lagsprint | 43.097 62.649        | 2 Q        | i.u.                             | i.u.                             | i.u.                             | Nya Zeeland W 42.991 62.803       | i.u.                             | Storbritannien L 43.013 62.771   | 2                |
| Virginie Cueff                               | Damernas sprint     | 11.439 62.942        | 15 Q       | Vogel (GER) L                    | i.u.                             | Kanis (NED) Larreal (VEN) L      | Gick inte vidare                  | Gick inte vidare                 | Gick inte vidare                 | Gick inte vidare |
| Sandie Clair Virginie Cueff                  | Damernas lagsprint  | 33.638 53.510        | 6 Q        | i.u.                             | i.u.                             | i.u.                             | Tyskland L 33.707 53.401          | i.u.                             | Gick inte vidare                 | 6                |

Keirin
| Cyklist          | Gren             | 1:a omgången | Återkval  | 2:a omgången | Final     |
| Cyklist          | Gren             | Placering    | Placering | Placering    | Placering |
| ---------------- | ---------------- | ------------ | --------- | ------------ | --------- |
| Mickaël Bourgain | Herrarnas keirin | 1 Q          | BYE       | 4            | 8         |
| Clara Sanchez    | Damernas keirin  | 6            | 1 Q       | 2 Q          | 4         |

Omnium
| Cyklist       | Gren             | Flygande varv | Flygande varv | Poänglopp | Poänglopp | Elimineringslopp | Ind förföljelse | Ind förföljelse | Scratch   | Tidskval | Tidskval  | Totalpoäng | Placering |
| Cyklist       | Gren             | Tid           | Placering     | Poäng     | Placering | Placering        | Tid             | Placering       | Placering | Tid      | Placering | Totalpoäng | Placering |
| ------------- | ---------------- | ------------- | ------------- | --------- | --------- | ---------------- | --------------- | --------------- | --------- | -------- | --------- | ---------- | --------- |
| Bryan Coquard | Herrarnas omnium | 13.347        | 5             | 51        | 4         | 1                | 4:30.780        | 12              | 3         | 1:03.078 | 4         | 29         | 2         |
| Clara Sanchez | Damernas omnium  | 14.058        | 2             | 0         | 18        | 13               | 3:56.800        | 18              | 18        | 35.451   | 3         | 72         | 14        |

### Mountainbike

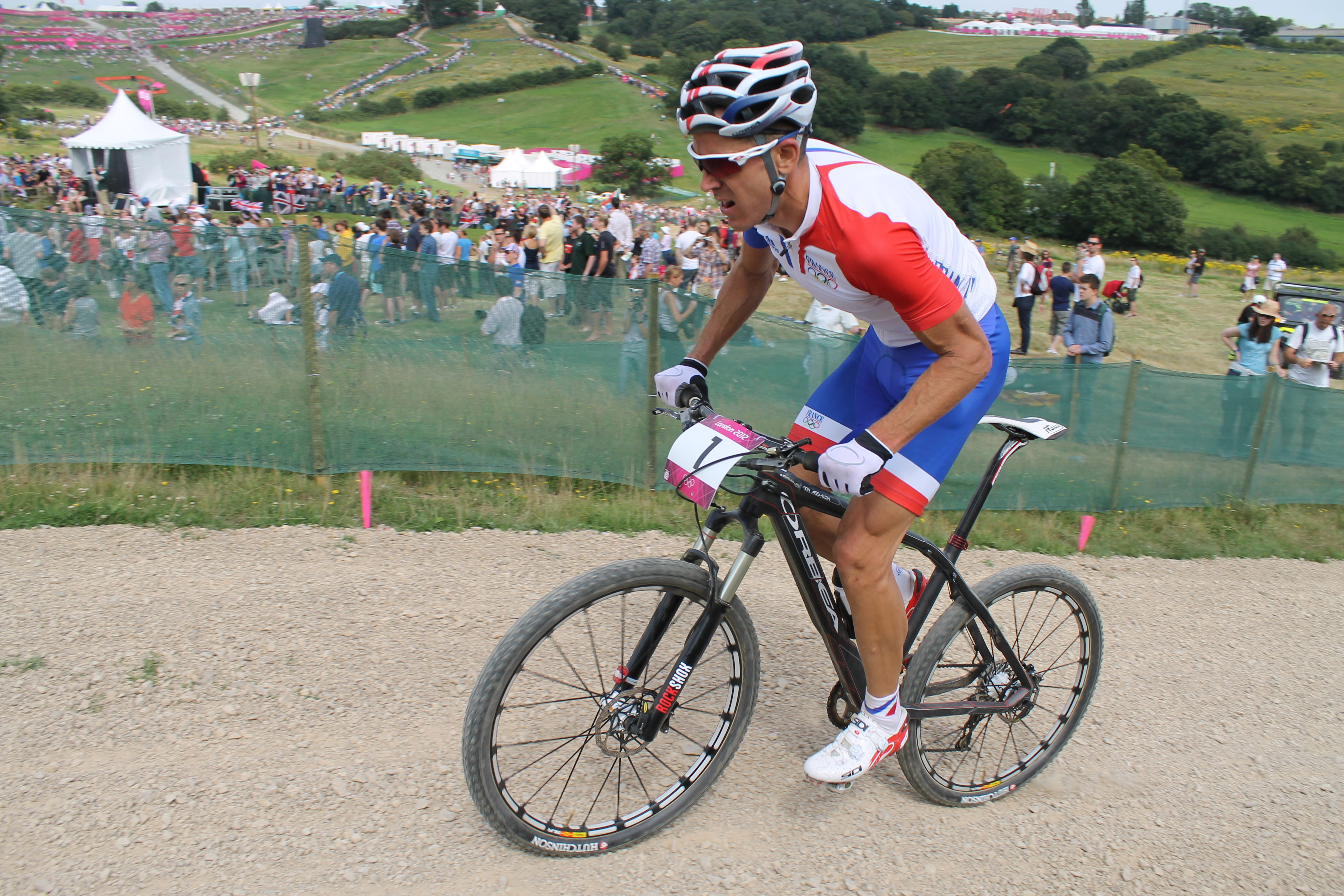
Julien Absalon gav upp i terrängloppet efter punktering

| Cyklist                | Gren                  | Tid     | Placering |
| ---------------------- | --------------------- | ------- | --------- |
| Julien Absalon         | Herrarnas terränglopp | Bröt    | Bröt      |
| Jean-Christophe Péraud | Herrarnas terränglopp | 1:37:07 | 29        |
| Stéphane Tempier       | Herrarnas terränglopp | 1:31:30 | 11        |
| Julie Bresset          | Damernas terränglopp  | 1:30:52 | 1         |
| Pauline Ferrand-Prevot | Damernas terränglopp  | 1:42:21 | 26        |

### BMX
| Cyklist               | Gren          | Seedning | Seedning  | Kvartsfinal | Kvartsfinal | Semifinal       | Semifinal       | Final            | Final            |
| Cyklist               | Gren          | Resultat | Placering | Poäng       | Placering   | Poäng           | Placering       | Resultat         | Placering        |
| --------------------- | ------------- | -------- | --------- | ----------- | ----------- | --------------- | --------------- | ---------------- | ---------------- |
| Quentin Caleyron      | Herrarnas BMX | 38.637   | 9         | 19          | 3 q         | 18              | 6               | Gick inte vidare | Gick inte vidare |
| Joris Daudet          | Herrarnas BMX | 38.221   | 2         | 7           | 2 Q         | 16              | 6               | Gick inte vidare | Gick inte vidare |
| Moana Moo-Caille      | Herrarnas BMX | 40.015   | 28        | 23          | 6           | Did not advance | Did not advance | Did not advance  | Did not advance  |
| Laëtitia Le Corguillé | Damernas BMX  | 38.976   | 4         | i.u.        | i.u.        | 15              | 4 Q             | 38.476           | 4                |
| Magalie Pottier       | Damernas BMX  | 39.778   | 7         | i.u.        | i.u.        | 6               | 2 Q             | 39.393           | 7                |

## Fotboll
- Huvudartikel: Fotboll vid olympiska sommarspelen 2012

Damer
Coach: Bruno Bini
| Nr | Pos. | Namn                    | Födelsedatum (ålder)      | Matcher | Mål |           | Klubb               |
| -- | ---- | ----------------------- | ------------------------- | ------- | --- | --------- | ------------------- |
| 1  | MV   | Céline Deville          | 24 januari 1982 (30 år)   | 54      | 0   | Frankrike | Lyon                |
| 2  | F    | Wendie Renard           | 20 juli 1990 (22 år)      | 22      | 3   | Frankrike | Lyon                |
| 3  | MF   | Laure Boulleau          | 22 oktober 1986 (25 år)   | 27      | 1   | Frankrike | Paris Saint-Germain |
| 4  | F    | Laura Georges           | 20 augusti 1984 (27 år)   | 118     | 3   | Frankrike | Lyon                |
| 5  | F    | Ophélie Meilleroux      | 18 januari 1984 (28 år)   | 61      | 0   | Frankrike | Montpellier         |
| 6  | MF   | Sandrine Soubeyrand (c) | 16 augusti 1973 (38 år)   | 177     | 18  | Frankrike | Juvisy              |
| 7  | F    | Corine Franco           | 5 oktober 1983 (28 år)    | 63      | 10  | Frankrike | Lyon                |
| 8  | F    | Sonia Bompastor         | 8 juni 1980 (32 år)       | 149     | 18  | Frankrike | Lyon                |
| 9  | A    | Eugénie Le Sommer       | 18 maj 1989 (23 år)       | 56      | 19  | Frankrike | Lyon                |
| 10 | MF   | Camille Abily           | 5 december 1984 (27 år)   | 97      | 23  | Frankrike | Lyon                |
| 11 | A    | Marie-Laure Delie       | 29 januari 1988 (24 år)   | 40      | 35  | Frankrike | Montpellier         |
| 12 | A    | Élodie Thomis           | 13 augusti 1986 (25 år)   | 72      | 23  | Frankrike | Lyon                |
| 13 | MF   | Camille Catala          | 6 maj 1991 (21 år)        | 7       | 1   | Frankrike | Saint-Étienne       |
| 14 | MF   | Louisa Nécib            | 23 januari 1987 (25 år)   | 79      | 16  | Frankrike | Lyon                |
| 15 | MF   | Élise Bussaglia         | 24 september 1984 (27 år) | 101     | 20  | Frankrike | Paris Saint-Germain |
| 16 | F    | Sabrina Viguier         | 4 januari 1981 (31 år)    | 91      | 1   | Frankrike | Lyon                |
| 17 | A    | Gaëtane Thiney          | 28 oktober 1985 (26 år)   | 70      | 32  | Frankrike | Juvisy              |
| 18 | MV   | Sarah Bouhaddi          | 17 oktober 1986 (25 år)   | 52      | 0   | Frankrike | Lyon                |

Gruppspel
| Nr | Lag       | S | V | O | F | GM | IM | MS | P |
| -- | --------- | - | - | - | - | -- | -- | -- | - |
| 1  | USA       | 3 | 3 | 0 | 0 | 8  | 2  | +6 | 9 |
| 2  | Frankrike | 3 | 2 | 0 | 1 | 8  | 4  | +4 | 6 |
| 3  | Nordkorea | 3 | 1 | 0 | 2 | 2  | 6  | −4 | 3 |
| 4  | Colombia  | 3 | 0 | 0 | 3 | 0  | 6  | −6 | 0 |

| 3 | 25 juli, 17:00 | USA | 4 – 2 | Frankrike | Hampden Park, Glasgow |  |
|   |                |     |       |           |                       |  |
|   |                |     |       |           |                       |  |
|   |                |     |       |           |                       |  |

| 12 | 28 juli, 19:45 | Frankrike | 5 – 0 | Nordkorea | Hampden Park, Glasgow |  |
|    |                |           |       |           |                       |  |
|    |                |           |       |           |                       |  |
|    |                |           |       |           |                       |  |

| 16 | 31 juli, 17:15 | Frankrike | 1 – 0 | Colombia | St James' Park, Newcastle |  |
|    |                |           |       |          |                           |  |
|    |                |           |       |          |                           |  |
|    |                |           |       |          |                           |  |

Slutspel
- Huvudartikel: Utslagsspelet vid damernas turnering i fotboll vid olympiska sommarspelen 2012

| 19 | 3 augusti, 12:00 | Sverige | 1 – 2 | Frankrike | Hampden Park, Glasgow |  |
|    |                  |         |       |           |                       |  |
|    |                  |         |       |           |                       |  |
|    |                  |         |       |           |                       |  |

| 23 | 6 augusti, 17:00 | Frankrike | 1 – 2 | Japan | Wembley Stadium, London |  |
|    |                  |           |       |       |                         |  |
|    |                  |           |       |       |                         |  |
|    |                  |           |       |       |                         |  |

| 25 | 9 augusti, 13:00 | Kanada | 1 – 0 | Frankrike | City of Coventry Stadium, Coventry |  |
|    |                  |        |       |           |                                    |  |
|    |                  |        |       |           |                                    |  |
|    |                  |        |       |           |                                    |  |

## Friidrott
- Huvudartikel: Friidrott vid olympiska sommarspelen 2012

Förkortningar
- Notera – Placeringar gäller endast den tävlandes eget heat
- Q = Kvalificerade sig till nästa omgång via placering
- q = Kvalificerade sig på tid eller, i fältgrenarna, på placering utan att ha nått kvalgränsen
- NR = Nationellt rekord
- N/A = Omgången inte möjlig i grenen
- Bye = Idrottaren behövde inte delta i omgången

Herrar
Bana och väg
| Idrottare                                                                                          | Gren           | Heat     | Heat      | Semifinal | Semifinal | Kvartsfinal      | Kvartsfinal      | Final             | Final             |
| Idrottare                                                                                          | Gren           | Resultat | Placering | Resultat  | Placering | Resultat         | Placering        | Resultat          | Placering         |
| -------------------------------------------------------------------------------------------------- | -------------- | -------- | --------- | --------- | --------- | ---------------- | ---------------- | ----------------- | ----------------- |
| Jamale Aarrass                                                                                     | 1 500 m        | 3:45.13  | 12        | i.u.      | i.u.      | Gick inte vidare | Gick inte vidare | Gick inte vidare  | Gick inte vidare  |
| Dimitri Bascou                                                                                     | 110 m häck     | 13.57    | 4 q       | i.u.      | i.u.      | 13.55            | 6                | Gick inte vidare  | Gick inte vidare  |
| Pierre-Ambroise Bosse                                                                              | 800 m          | 1:46.03  | 4 q       | i.u.      | i.u.      | 1:45.10          | 4                | Gick inte vidare  | Gick inte vidare  |
| Florian Carvalho                                                                                   | 1 500 m        | 3:37.05  | 7 q       | i.u.      | i.u.      | 3:40.61          | 13               | Gick inte vidare  | Gick inte vidare  |
| Garfield Darien                                                                                    | 110 m häck     | 13.54    | 4 q       | i.u.      | i.u.      | 13.48            | 5                | Gick inte vidare  | Gick inte vidare  |
| Yohann Diniz                                                                                       | 50 km gång     | i.u.     | i.u.      | i.u.      | i.u.      | i.u.             | i.u.             | DSQ               | DSQ               |
| Ladji Doucouré                                                                                     | 110 m häck     | 13.67    | 4 q       | i.u.      | i.u.      | 13.74            | 8                | Gick inte vidare  | Gick inte vidare  |
| Hassan Hirt                                                                                        | 5 000 m        | 13:35.36 | 11        | i.u.      | i.u.      | i.u.             | i.u.             | Gick inte vidare* | Gick inte vidare* |
| Cedric Houssaye                                                                                    | 50 km gång     | i.u.     | i.u.      | i.u.      | i.u.      | i.u.             | i.u.             | 3:55:16           | 31                |
| Abraham Kiprotich                                                                                  | Maraton        | i.u.     | i.u.      | i.u.      | i.u.      | i.u.             | i.u.             | DNF               | DNF               |
| Yoann Kowal                                                                                        | 1 500 m        | 3:41.12  | 3 Q       | i.u.      | i.u.      | 3:43.48          | 8                | Gick inte vidare  | Gick inte vidare  |
| Christophe Lemaitre                                                                                | 200 m          | 20.34    | 1 Q       | i.u.      | i.u.      | 20.03            | 3 q              | 20.19             | 6                 |
| Abdellatif Meftah                                                                                  | Maraton        | i.u.     | i.u.      | i.u.      | i.u.      | i.u.             | i.u.             | DNF               | DNF               |
| Mahiedine Mekhissi-Benabbad                                                                        | 3 000 m hinder | 8:16.23  | 1 Q       | i.u.      | i.u.      | i.u.             | i.u.             | 8:19.08           | 2                 |
| Bertrand Moulinet                                                                                  | 20 km gång     | i.u.     | i.u.      | i.u.      | i.u.      | i.u.             | i.u.             | 1:20:12           | 8                 |
| Bertrand Moulinet                                                                                  | 50 km gång     | i.u.     | i.u.      | i.u.      | i.u.      | i.u.             | i.u.             | 3:45:35           | 12                |
| Patrick Tambwe                                                                                     | Maraton        | i.u.     | i.u.      | i.u.      | i.u.      | i.u.             | i.u.             | DNF               | DNF               |
| Jimmy Vicaut                                                                                       | 100 m          | BYE      | BYE       | 10.11     | 2 Q       | 10.16            | 6                | Gick inte vidare  | Gick inte vidare  |
| Vincent Zouaoui-Dandrieux                                                                          | 3 000 m hinder | 8:36.96  | 8         | i.u.      | i.u.      | i.u.             | i.u.             | Gick inte vidare  | Gick inte vidare  |
| Ben Bassaw Emmanuel Biron Christophe Lemaitre Pierre-Alexis Pessonneaux Ronald Pognon Jimmy Vicaut | 4 x 100 m      | 38.15    | 4 q       | i.u.      | i.u.      | i.u.             | i.u.             | 38.16             | 4                 |

Fältgrenar
| Idrottare         | Gren          | Kval  | Kval      | Final            | Final            |
| Idrottare         | Gren          | Längd | Placering | Längd            | Placering        |
| ----------------- | ------------- | ----- | --------- | ---------------- | ---------------- |
| Quentin Bigot     | Släggkastning | 72.42 | 24        | Gick inte vidare | Gick inte vidare |
| Jérôme Bortoluzzi | Släggkastning | 74.15 | 14        | Gick inte vidare | Gick inte vidare |
| Benjamin Compaoré | Tresteg       | 17.06 | 3 q       | 17.08            | 6                |
| Nicolas Figère    | Släggkastning | 69.74 | 32        | Gick inte vidare | Gick inte vidare |
| Mickaël Hanany    | Höjdhopp      | 2.26  | =8 q      | 2.20             | 14               |
| Renaud Lavillenie | Stavhopp      | 5.65  | =1 q      | 5.97 OR          | 1                |
| Romain Mesnil     | Stavhopp      | 5.60  | 6 q       | 5.50             | 10               |
| Salim Sdiri       | Längdhopp     | 7.71  | 23        | Gick inte vidare | Gick inte vidare |

Kombinerade grenar – tiokamp
| Idrottare   | Gren     | 100 m | LJ   | SP    | HJ   | 400 m | 110H  | DT    | PV   | JT    | 1500 m  | Final | Placering |
| ----------- | -------- | ----- | ---- | ----- | ---- | ----- | ----- | ----- | ---- | ----- | ------- | ----- | --------- |
| Kevin Mayer | Resultat | 11.32 | 7.17 | 14.05 | 2.05 | 48.76 | 15.59 | 41.20 | 4.70 | 62.41 | 4:23.02 | 7952  | 15        |
| Kevin Mayer | Poäng    | 791   | 854  | 731   | 850  | 873   | 780   | 689   | 819  | 774   | 791     | 7952  | 15        |

Damer
Bana och väg
| Idrottare                                                                                       | Event      | Heat     | Heat      | Kvartsfinal | Kvartsfinal | Semifinal        | Semifinal        | Final            | Final            |
| Idrottare                                                                                       | Event      | Resultat | Placering | Resultat    | Placering   | Resultat         | Placering        | Resultat         | Placering        |
| ----------------------------------------------------------------------------------------------- | ---------- | -------- | --------- | ----------- | ----------- | ---------------- | ---------------- | ---------------- | ---------------- |
| Véronique Mang                                                                                  | 100 m      | BYE      | BYE       | 11.41       | 6           | Gick inte vidare | Gick inte vidare |                  |                  |
| Reina Flor Okori                                                                                | 100 m häck | 13.01    | 2 Q       | i.u.        | i.u.        | DSQ              | DSQ              | Gick inte vidare | Gick inte vidare |
| Myriam Soumaré                                                                                  | 100 m      | BYE      | BYE       | 11.07       | 2 Q         | 11.13            | 5                | Gick inte vidare | Gick inte vidare |
| Myriam Soumaré                                                                                  | 200 m      | 22.70    | 2 Q       | i.u.        | i.u.        | 22.56            | 3 q              | 22.63            | 7                |
| Nelly Banco Johanna Danois Ayodele Ikuesan Lina Jacques-Sébastien Véronique Mang Myriam Soumaré | 4 x 100 m  | DSQ      | DSQ       | i.u.        | i.u.        | i.u.             | i.u.             | Gick inte vidare | Gick inte vidare |
| Phara Anacharsis Elea Mariama Diarra Marie Gayot Floria Guei Lenora Guion-Firmin Muriel Hurtis  | 4 x 400 m  | 3:25.94  | 3 Q       | i.u.        | i.u.        | i.u.             | i.u.             | 3:25.92          | 6                |

Fältgrenar
| Idrottare            | Gren           | Kval  | Kval      | Final            | Final            |
| Idrottare            | Gren           | Längd | Placering | Längd            | Placering        |
| -------------------- | -------------- | ----- | --------- | ---------------- | ---------------- |
| Vanessa Boslak       | Stavhopp       | 4.55  | =7 q      | 4.30             | 10               |
| Stéphanie Falzon     | Släggkastning  | 71.67 | 11 q      | 73.06            | 9                |
| Éloyse Lesueur       | Längdhopp      | 6.48  | 10 q      | 6.67             | 8                |
| Marion Lotaut        | Stavhopp       | 4.10  | =33       | Gick inte vidare | Gick inte vidare |
| Melanie Melfort      | Höjdhopp       | 1.93  | =2 q      | 1.93             | 9                |
| Mélina Robert-Michon | Diskuskastning | 62.47 | 12 q      | 63.98            | 6                |

Kombinerade grenar – sjukamp
| Idrottare                  | Gren     | 100H  | HJ   | SP    | 200 m | LJ   | JT    | 800 m   | Final | Placering |
| -------------------------- | -------- | ----- | ---- | ----- | ----- | ---- | ----- | ------- | ----- | --------- |
| Marisa De Aniceto          | Resultat | 13.74 | 1.71 | 13.09 | 25.26 | 5.76 | 51.98 | 2:16.20 | 6030  | 21        |
| Marisa De Aniceto          | Poäng    | 1015  | 867  | 733   | 863   | 777  | 899   | 876     | 6030  | 21        |
| Antoinette Nana Djimou Ida | Resultat | 12.96 | 1.80 | 14.26 | 24.72 | 6.13 | 55.87 | 2:13.62 | 6576  | 6         |
| Antoinette Nana Djimou Ida | Poäng    | 1130  | 978  | 811   | 913   | 890  | 974   | 912     | 6576  | 6         |

## Fäktning
- Huvudartikel: Fäktning vid olympiska sommarspelen 2012

Herrar
| Idrottare                                                     | Gren                  | Omgång 1          | Omgång 2                  | Omgång 3               | Kvartsfinal            | Semifinal                                       | Final / BM                   | Final / BM       |
| Idrottare                                                     | Gren                  | Motståndare Poäng | Motståndare Poäng         | Motståndare Poäng      | Motståndare Poäng      | Motståndare Poäng                               | Motståndare Poäng            | Placering        |
| ------------------------------------------------------------- | --------------------- | ----------------- | ------------------------- | ---------------------- | ---------------------- | ----------------------------------------------- | ---------------------------- | ---------------- |
| Yannick Borel                                                 | Värja, individuellt   | i.u.              | Karjutjenko (UKR) W 15–10 | Kauter (SUI) W 15–11   | Piasecki (NOR) L 14–15 | Gick inte vidare                                | Gick inte vidare             | Gick inte vidare |
| Gauthier Grumier                                              | Värja, individuellt   | i.u.              | Piasecki (NOR) L 13–14    | Gick inte vidare       | Gick inte vidare       | Gick inte vidare                                | Gick inte vidare             | Gick inte vidare |
| Erwann Le Pechoux                                             | Florett, individuellt | BYE               | Lefort (FRA) W 15–9       | Choi B-C (KOR) L 13–15 | Gick inte vidare       | Gick inte vidare                                | Gick inte vidare             | Gick inte vidare |
| Enzo Lefort                                                   | Florett, individuellt | BYE               | Le Pechoux (FRA) L 9–15   | Gick inte vidare       | Gick inte vidare       | Gick inte vidare                                | Gick inte vidare             | Gick inte vidare |
| Victor Sintes                                                 | Florett, individuellt | BYE               | Chida (JPN) W 15–11       | Lei S (CHN) L 6–15     | Gick inte vidare       | Gick inte vidare                                | Gick inte vidare             | Gick inte vidare |
| Erwann Le Pechoux Enzo Lefort Marcel Marcilloux Victor Sintes | Florett, lag          | i.u.              | i.u.                      | i.u.                   | USA L 39–45            | Klassificering semifinal Storbritannien L 29–45 | 7:e plats-final Kina L 33–45 | 8                |
| Bolade Apithy                                                 | Sabel, individuellt   | BYE               | Buikevitj (BLR) L 11–15   | Gick inte vidare       | Gick inte vidare       | Gick inte vidare                                | Gick inte vidare             | Gick inte vidare |

Damer
| Idrottare                                                  | Gren                  | Omgång 1          | Omgång 2                 | Omgång 3              | Kvartsfinal       | Semifinal         | Final / BM        | Final / BM       |
| Idrottare                                                  | Gren                  | Motståndare Poäng | Motståndare Poäng        | Motståndare Poäng     | Motståndare Poäng | Motståndare Poäng | Motståndare Poäng | Placering        |
| ---------------------------------------------------------- | --------------------- | ----------------- | ------------------------ | --------------------- | ----------------- | ----------------- | ----------------- | ---------------- |
| Laura Flessel-Colovic                                      | Värja, individuellt   | BYE               | Hurley (USA) W 15–12     | Gherman (ROM) L 13–15 | Gick inte vidare  | Gick inte vidare  | Gick inte vidare  | Gick inte vidare |
| Astrid Guyart                                              | Florett, individuellt | BYE               | Gabert (EGY) W 15–2      | Boubakri (TUN) L 5–15 | Gick inte vidare  | Gick inte vidare  | Gick inte vidare  | Gick inte vidare |
| Corinne Maîtrejean                                         | Florett, individuellt | BYE               | Sheppard (GBR) W 15–5    | Sugawara (JPN) L 9–15 | Gick inte vidare  | Gick inte vidare  | Gick inte vidare  | Gick inte vidare |
| Ysaora Thibus                                              | Florett, individuellt | BYE               | Deriglazova (RUS) W 15–8 | Ikehata (JPN) L 11–15 | Gick inte vidare  | Gick inte vidare  | Gick inte vidare  | Gick inte vidare |
| Anita Blaze Astrid Guyart Corinne Maitrejean Ysaora Thibus | Florett, lag          | i.u.              | i.u.                     | i.u.                  | Polen W 42–31     | Italien L 31–45   | Sydkorea L 32–45  | 4                |
| Leonore Perrus                                             | Sabel, individuellt   | i.u.              | Nakayama (JPN) L 12–15   | Gick inte vidare      | Gick inte vidare  | Gick inte vidare  | Gick inte vidare  | Gick inte vidare |

## Gymnastik
- Huvudartikel: Gymnastik vid olympiska sommarspelen 2012

### Artistisk
Herrar
Lag
| Idrottare        | Gren     | Kval    | Kval     | Kval    | Kval    | Kval     | Kval    | Kval    | Kval      | Final        | Final        | Final        | Final        | Final        | Final        | Final   | Final     |
| Idrottare        | Gren     | Redskap | Redskap  | Redskap | Redskap | Redskap  | Redskap | Totalt  | Placering | Redskap      | Redskap      | Redskap      | Redskap      | Redskap      | Redskap      | Totalt  | Placering |
| Idrottare        | Gren     | F       | PH       | R       | V       | PB       | HB      | Totalt  | Placering | F            | PH           | R            | V            | PB           | HB           | Totalt  | Placering |
| ---------------- | -------- | ------- | -------- | ------- | ------- | -------- | ------- | ------- | --------- | ------------ | ------------ | ------------ | ------------ | ------------ | ------------ | ------- | --------- |
| Pierre Yves Beny | Mångkamp | 14.433  | 13.566   | 14.266  | 14.933  | 14.700   | i.u.    | i.u.    | i.u.      | 14.333       | 15.033       | 14.466       | 14.566       | 14.591       | 13.266       | i.u.    | i.u.      |
| Yann Cucherat    | Mångkamp | i.u.    | i.u.     | i.u.    | i.u.    | 14.900   | 14.366  | i.u.    | i.u.      | Tävlade inte | Tävlade inte | Tävlade inte | Tävlade inte | Tävlade inte | Tävlade inte | i.u.    | i.u.      |
| Gael da Silva    | Mångkamp | 15.400  | i.u.     | 14.366  | 15.366  | i.u.     | 14.966  | i.u.    | i.u.      | 15.200       | i.u.         | 14.633       | 15.466       | i.u.         | 14.766       | i.u.    | i.u.      |
| Hamilton Sabot   | Mångkamp | i.u.    | 14.033   | 14.533  | i.u.    | 15.366 Q | 14.866  | i.u.    | i.u.      | i.u.         | 14.766       | 14.333       | i.u.         | 15.566       | 14.883       | i.u.    | i.u.      |
| Cyril Tommasone  | Mångkamp | 14.500  | 15.333 Q | 14.166  | 15.466  | 15.100   | 14.133  | 88.698  | 14 Q      | 14.533       | 15.466       | i.u.         | 14.441       | 15.133       | i.u.         | i.u.    | i.u.      |
| Totalt           | Mångkamp | 44.333  | 42.932   | 43.165  | 45.765  | 45.366   | 44.198  | 265.759 | 8 Q       | 44.066       | 45.265       | 43.432       | 44.473       | 45.290       | 42.915       | 265.441 | 8         |

Individuella finaler
| Gymnast         | Gren      | Redskap | Redskap | Redskap | Redskap | Redskap | Redskap | Totalt | Placering |
| Gymnast         | Gren      | F       | PH      | R       | V       | PB      | HB      | Totalt | Placering |
| --------------- | --------- | ------- | ------- | ------- | ------- | ------- | ------- | ------ | --------- |
| Hamilton Sabot  | Barr      | i.u.    | i.u.    | i.u.    | i.u.    | 15.566  | i.u.    | 15.566 | 3         |
| Cyril Tommasone | Mångkamp  | 13.500  | 15.333  | 14.400  | 15.358  | 15.000  | 14.066  | 87.657 | 16        |
| Cyril Tommasone | Bygelhäst | i.u.    | 15.141  | i.u.    | i.u.    | i.u.    | i.u.    | 15.141 | 5         |

Damer
Lag
| Idrottare          | Gren          | Kval    | Kval    | Kval    | Kval    | Kval    | Kval      | Final            | Final            | Final            | Final            | Final            | Final            |
| Idrottare          | Gren          | Redskap | Redskap | Redskap | Redskap | Totalt  | Placering | Redskap          | Redskap          | Redskap          | Redskap          | Totalt           | Placering        |
| Idrottare          | Gren          | F       | V       | UB      | BB      | Totalt  | Placering | F                | V                | UB               | BB               | Totalt           | Placering        |
| ------------------ | ------------- | ------- | ------- | ------- | ------- | ------- | --------- | ---------------- | ---------------- | ---------------- | ---------------- | ---------------- | ---------------- |
| Mira Boumejmajen   | Mångkamp, lag | 12.933  | i.u.    | 13.300  | 12.966  | i.u.    | i.u.      | Gick inte vidare | Gick inte vidare | Gick inte vidare | Gick inte vidare | Gick inte vidare | Gick inte vidare |
| Youna Dufournet    | Mångkamp, lag | i.u.    | 14.166  | 12.966  | 14.200  | i.u.    | i.u.      | Gick inte vidare | Gick inte vidare | Gick inte vidare | Gick inte vidare | Gick inte vidare | Gick inte vidare |
| Anne Kuhm          | Mångkamp, lag | 13.533  | 14.466  | 13.533  | 12.566  | 54.098  | 29        | Gick inte vidare | Gick inte vidare | Gick inte vidare | Gick inte vidare | Gick inte vidare | Gick inte vidare |
| Aurélie Malaussena | Mångkamp, lag | 13.366  | 14.033  | 13.300  | 13.700  | 54.399  | 25 Q      | Gick inte vidare | Gick inte vidare | Gick inte vidare | Gick inte vidare | Gick inte vidare | Gick inte vidare |
| Sophia Serseri     | Mångkamp, lag | 12.933  | 14.133  | i.u.    | i.u.    | i.u.    | i.u.      | Gick inte vidare | Gick inte vidare | Gick inte vidare | Gick inte vidare | Gick inte vidare | Gick inte vidare |
| Totalt             | Mångkamp, lag | 39.832  | 42.765  | 41.333  | 40.866  | 164.796 | 11        | Gick inte vidare | Gick inte vidare | Gick inte vidare | Gick inte vidare | Gick inte vidare | Gick inte vidare |

Individuella finaler
| Gymnast            | Gren     | Redskap | Redskap | Redskap | Redskap | Totalt | Placering |
| Gymnast            | Gren     | F       | V       | UB      | BB      | Totalt | Placering |
| ------------------ | -------- | ------- | ------- | ------- | ------- | ------ | --------- |
| Aurélie Malaussena | Mångkamp | 13.800  | 12.800  | 12.066  | 11.500  | 50.166 | 23        |

### Rytmisk
| Idrottare       | Gren         | Kval   | Kval     | Kval   | Kval   | Kval    | Kval      | Final            | Final            | Final            | Final            | Final            | Final            |
| Idrottare       | Gren         | Boll   | Tunnband | Käglor | Band   | Totalt  | Placering | Boll             | Tunnband         | Käglor           | Band             | Totalt           | Placering        |
| --------------- | ------------ | ------ | -------- | ------ | ------ | ------- | --------- | ---------------- | ---------------- | ---------------- | ---------------- | ---------------- | ---------------- |
| Delphine Ledoux | Individuellt | 27.150 | 27.100   | 27.250 | 26.675 | 108.175 | 13        | Gick inte vidare | Gick inte vidare | Gick inte vidare | Gick inte vidare | Gick inte vidare | Gick inte vidare |

### Trampolin
| Idrottare        | Gren   | Kval    | Kval      | Final  | Final     |
| Idrottare        | Gren   | Poäng   | Placering | Poäng  | Placering |
| ---------------- | ------ | ------- | --------- | ------ | --------- |
| Grégroire Pennes | Herrar | 107.539 | 7 Q       | 58.805 | 7         |

## Handboll
- Huvudartikel: Handboll vid olympiska sommarspelen 2012

Damer
| \| \| Pos. \| Namn \| Ålder \| \| Klubb \| \| -- \| ---- \| ------------------------- \| ------------------ \| \| ----------------------- \| \| 12 \| MV \| Amandine Leynaud (FRA) \| 26 år (1986-05-02) \| \| SCM Râmnicu Vâlcea \| \| 16 \| MV \| Cléopâtre Darleux (FRA) \| 23 år (1989-07-01) \| \| Arvor 29 \| \| 3 \| HS \| Blandine Dancette (FRA) \| 24 år (1988-02-14) \| \| HBC Nîmes \| \| 4 \| MS \| Nina Kamto Njitam (FRA) \| 29 år (1983-06-25) \| \| Metz HB \| \| 5 \| HN \| Camille Ayglon (FRA) \| 27 år (1985-05-21) \| \| HBC Nîmes \| \| 7 \| MN \| Allison Pineau (FRA) \| 23 år (1989-05-02) \| \| Metz HB \| \| 8 \| VN \| Claudine Mendy (FRA) \| 22 år (1990-01-08) \| \| ŽRK Budućnost \| \| 9 \| VS \| Paule Baudouin (FRA) \| 27 år (1984-10-25) \| \| Metz HB \| \| 10 \| MN \| Sophie Herbrecht (FRA) \| 30 år (1982-02-13) \| \| Toulon Saint-Cyr Var HB \| \| 17 \| VS \| Siraba Dembele (FRA) \| 26 år (1986-06-28) \| \| Randers HK \| \| 18 \| HS \| Audrey Deroin (FRA) \| 22 år (1989-09-06) \| \| Toulon Saint-Cyr Var HB \| \| 20 \| VN \| Raphaëlle Tervel (FRA) \| 33 år (1979-04-21) \| \| SD Itxako \| \| 24 \| VN \| Mariama Signaté (FRA) \| 27 år (1985-07-22) \| \| Issy Paris HB \| \| 64 \| HN \| Alexandra Lacrabère (FRA) \| 25 år (1987-04-27) \| \| Arvor 29 \| | Förbundskapten: Olivier Krumbholz                                                                                 |                           |                    |            |                         |
| \| \| Pos. \| Namn \| Ålder \| \| Klubb \| \| -- \| ---- \| ------------------------- \| ------------------ \| \| ----------------------- \| \| 12 \| MV \| Amandine Leynaud (FRA) \| 26 år (1986-05-02) \| \| SCM Râmnicu Vâlcea \| \| 16 \| MV \| Cléopâtre Darleux (FRA) \| 23 år (1989-07-01) \| \| Arvor 29 \| \| 3 \| HS \| Blandine Dancette (FRA) \| 24 år (1988-02-14) \| \| HBC Nîmes \| \| 4 \| MS \| Nina Kamto Njitam (FRA) \| 29 år (1983-06-25) \| \| Metz HB \| \| 5 \| HN \| Camille Ayglon (FRA) \| 27 år (1985-05-21) \| \| HBC Nîmes \| \| 7 \| MN \| Allison Pineau (FRA) \| 23 år (1989-05-02) \| \| Metz HB \| \| 8 \| VN \| Claudine Mendy (FRA) \| 22 år (1990-01-08) \| \| ŽRK Budućnost \| \| 9 \| VS \| Paule Baudouin (FRA) \| 27 år (1984-10-25) \| \| Metz HB \| \| 10 \| MN \| Sophie Herbrecht (FRA) \| 30 år (1982-02-13) \| \| Toulon Saint-Cyr Var HB \| \| 17 \| VS \| Siraba Dembele (FRA) \| 26 år (1986-06-28) \| \| Randers HK \| \| 18 \| HS \| Audrey Deroin (FRA) \| 22 år (1989-09-06) \| \| Toulon Saint-Cyr Var HB \| \| 20 \| VN \| Raphaëlle Tervel (FRA) \| 33 år (1979-04-21) \| \| SD Itxako \| \| 24 \| VN \| Mariama Signaté (FRA) \| 27 år (1985-07-22) \| \| Issy Paris HB \| \| 64 \| HN \| Alexandra Lacrabère (FRA) \| 25 år (1987-04-27) \| \| Arvor 29 \| | Positioner: MV - Målvakt VS - Vänstersexa VN - Vänsternia MS - Mittsexa MN - Mittnia HS - Högersexa HN - Högernia |                           |                    |            |                         |
| \| \| Pos. \| Namn \| Ålder \| \| Klubb \| \| -- \| ---- \| ------------------------- \| ------------------ \| \| ----------------------- \| \| 12 \| MV \| Amandine Leynaud (FRA) \| 26 år (1986-05-02) \| \| SCM Râmnicu Vâlcea \| \| 16 \| MV \| Cléopâtre Darleux (FRA) \| 23 år (1989-07-01) \| \| Arvor 29 \| \| 3 \| HS \| Blandine Dancette (FRA) \| 24 år (1988-02-14) \| \| HBC Nîmes \| \| 4 \| MS \| Nina Kamto Njitam (FRA) \| 29 år (1983-06-25) \| \| Metz HB \| \| 5 \| HN \| Camille Ayglon (FRA) \| 27 år (1985-05-21) \| \| HBC Nîmes \| \| 7 \| MN \| Allison Pineau (FRA) \| 23 år (1989-05-02) \| \| Metz HB \| \| 8 \| VN \| Claudine Mendy (FRA) \| 22 år (1990-01-08) \| \| ŽRK Budućnost \| \| 9 \| VS \| Paule Baudouin (FRA) \| 27 år (1984-10-25) \| \| Metz HB \| \| 10 \| MN \| Sophie Herbrecht (FRA) \| 30 år (1982-02-13) \| \| Toulon Saint-Cyr Var HB \| \| 17 \| VS \| Siraba Dembele (FRA) \| 26 år (1986-06-28) \| \| Randers HK \| \| 18 \| HS \| Audrey Deroin (FRA) \| 22 år (1989-09-06) \| \| Toulon Saint-Cyr Var HB \| \| 20 \| VN \| Raphaëlle Tervel (FRA) \| 33 år (1979-04-21) \| \| SD Itxako \| \| 24 \| VN \| Mariama Signaté (FRA) \| 27 år (1985-07-22) \| \| Issy Paris HB \| \| 64 \| HN \| Alexandra Lacrabère (FRA) \| 25 år (1987-04-27) \| \| Arvor 29 \| | Spelarnas åldrar och klubb per 27 juli 2012.                                                                      |                           |                    |            |                         |
| | Pos. | Namn                      | Ålder              |            | Klubb                   |
| 12 | MV | Amandine Leynaud (FRA)    | 26 år (1986-05-02) | Rumänien   | SCM Râmnicu Vâlcea      |
| 16 | MV | Cléopâtre Darleux (FRA)   | 23 år (1989-07-01) | Frankrike  | Arvor 29                |
| 3 | HS | Blandine Dancette (FRA)   | 24 år (1988-02-14) | Frankrike  | HBC Nîmes               |
| 4 | MS | Nina Kamto Njitam (FRA)   | 29 år (1983-06-25) | Frankrike  | Metz HB                 |
| 5 | HN | Camille Ayglon (FRA)      | 27 år (1985-05-21) | Frankrike  | HBC Nîmes               |
| 7 | MN | Allison Pineau (FRA)      | 23 år (1989-05-02) | Frankrike  | Metz HB                 |
| 8 | VN | Claudine Mendy (FRA)      | 22 år (1990-01-08) | Montenegro | ŽRK Budućnost           |
| 9 | VS | Paule Baudouin (FRA)      | 27 år (1984-10-25) | Frankrike  | Metz HB                 |
| 10 | MN | Sophie Herbrecht (FRA)    | 30 år (1982-02-13) | Frankrike  | Toulon Saint-Cyr Var HB |
| 17 | VS | Siraba Dembele (FRA)      | 26 år (1986-06-28) | Danmark    | Randers HK              |
| 18 | HS | Audrey Deroin (FRA)       | 22 år (1989-09-06) | Frankrike  | Toulon Saint-Cyr Var HB |
| 20 | VN | Raphaëlle Tervel (FRA)    | 33 år (1979-04-21) | Spanien    | SD Itxako               |
| 24 | VN | Mariama Signaté (FRA)     | 27 år (1985-07-22) | Frankrike  | Issy Paris HB           |
| 64 | HN | Alexandra Lacrabère (FRA) | 25 år (1987-04-27) | Frankrike  | Arvor 29                |

Gruppspel
| Lag       | S | V | O | F | GM  | IM  | MS  | P |
| --------- | - | - | - | - | --- | --- | --- | - |
| Frankrike | 5 | 4 | 1 | 0 | 125 | 103 | +22 | 9 |
| Sydkorea  | 5 | 3 | 1 | 1 | 136 | 130 | +6  | 7 |
| Spanien   | 5 | 3 | 1 | 1 | 119 | 114 | +5  | 7 |
| Norge     | 5 | 2 | 1 | 2 | 118 | 120 | −2  | 5 |
| Danmark   | 5 | 1 | 0 | 4 | 113 | 121 | −8  | 2 |
| Sverige   | 5 | 0 | 0 | 5 | 108 | 131 | −23 | 0 |

|       | 28 juli 2012 | Norge                           | 23 – 24   | Frankrike                        | Copper Box, London           |                              |
| 21:15 | 21:15        | Alstad 5, Loke 3, Snorroeggen 3 | (12 – 17) | Baudouin 5, Signate 5, Dembele 4 | Domare: Krstic, Ljubic (SLO) | Domare: Krstic, Ljubic (SLO) |
| 21:15 | 21:15        |                                 |           |                                  | Domare: Krstic, Ljubic (SLO) | Domare: Krstic, Ljubic (SLO) |
| 21:15 | 21:15        |                                 |           |                                  | Domare: Krstic, Ljubic (SLO) | Domare: Krstic, Ljubic (SLO) |

|       | 30 juli 2012 | Frankrike | 18–18 | Spanien | Copper Box, London |  |
| 16:15 |              |           |       |         |                    |  |
|       |              |           |       |         |                    |  |
|       |              |           |       |         |                    |  |

|       | 1 augusti 2012 | Frankrike | 29–17 | Sverige | Copper Box, London |  |
| 14:30 |                |           |       |         |                    |  |
|       |                |           |       |         |                    |  |
|       |                |           |       |         |                    |  |

|       | 3 augusti 2012 | Sydkorea | 21–24 | Frankrike | Copper Box, London |  |
| 11:15 |                |          |       |           |                    |  |
|       |                |          |       |           |                    |  |
|       |                |          |       |           |                    |  |

|       | 5 augusti 2012 | Danmark | 24–30 | Frankrike | Copper Box, London |  |
| 21:15 |                |         |       |           |                    |  |
|       |                |         |       |           |                    |  |
|       |                |         |       |           |                    |  |

Slutspel
|  | Kvartsfinal | Kvartsfinal | Kvartsfinal |    |    | Semifinal | Semifinal | Semifinal |            |            | Final      | Final          | Final |
|  |             |             |             |    |    |           |           |           |            |            |            |                |       |
|  | A1          | Brasilien   | 19          |    |    |           |           |           |            |            |            |                |       |
|  |             |             | 19          |    |    |           |           |           |            |            |            |                |       |
|  | B4          | Norge       | 21          |    |    |           |           |           |            |            |            |                |       |
|  | B4          | Norge       | 21          |    |    | Norge     | 31        |           |            |            |            |                |       |
|  |             |             |             |    |    | Norge     | 31        |           |            |            |            |                |       |
|  |             |             | Sydkorea    | 25 |    |           |           |           |            |            |            |                |       |
|  | A3          | Ryssland    | Sydkorea    | 25 | 23 |           |           |           |            |            |            |                |       |
|  | A3          | Ryssland    |             |    | 23 |           |           |           |            |            |            |                |       |
|  | B2          | Sydkorea    | 24          |    |    |           |           |           |            |            |            |                |       |
|  |             |             |             |    |    |           |           |           |            |            | Norge      | 26             |       |
|  |             |             |             |    |    |           |           |           |            |            | Montenegro | 23             |       |
|  | A2          | Kroatien    | 22          |    |    |           |           |           |            |            |            |                |       |
|  | A2          | Kroatien    | 22          |    |    |           |           |           |            |            |            |                |       |
|  | B3          | Spanien     | 25          |    |    |           |           |           |            |            |            |                |       |
|  | B3          | Spanien     | 25          |    |    | Spanien   | 26        |           | Bronsmatch | Bronsmatch | Bronsmatch |                |       |
|  |             |             |             |    |    | Spanien   | 26        |           | Bronsmatch | Bronsmatch | Bronsmatch |                |       |
|  |             |             | Montenegro  | 27 |    |           |           |           |            |            |            |                |       |
|  | A4          | Montenegro  | Montenegro  | 27 | 23 |           |           | Sydkorea  | 29         |            |            |                |       |
|  | A4          | Montenegro  |             |    | 23 |           |           | Sydkorea  | 29         |            |            |                |       |
|  | B1          | Frankrike   | 22          |    |    |           |           |           |            |            |            | Spanien (e fl) | 31    |
|  |             |             |             |    |    |           |           |           |            |            |            |                |       |

Herrar
| \| \| Pos. \| Namn \| Ålder \| \| Klubb \| \| -- \| ---- \| ---------------------- \| ------------------ \| \| --------------------- \| \| 12 \| MV \| Daouda Karaboué (FRA) \| 36 år (1975-12-11) \| \| Toulouse HB \| \| 16 \| MV \| Thierry Omeyer (FRA) \| 35 år (1976-11-02) \| \| THW Kiel \| \| 2 \| VN \| Jérôme Fernandez (FRA) \| 35 år (1977-03-07) \| \| Toulouse HB \| \| 3 \| MS \| Didier Dinart (FRA) \| 35 år (1977-01-18) \| \| BM Atlético de Madrid \| \| 4 \| HS \| Xavier Barachet (FRA) \| 23 år (1988-11-19) \| \| BM Atlético de Madrid \| \| 5 \| MN \| Guillaume Gille (FRA) \| 36 år (1976-07-12) \| \| HSV Hamburg \| \| 6 \| MS \| Bertrand Gille (FRA) \| 34 år (1978-03-24) \| \| HSV Hamburg \| \| 8 \| VN \| Daniel Narcisse (FRA) \| 32 år (1979-12-16) \| \| THW Kiel \| \| 9 \| HN \| Guillaume Joli (FRA) \| 27 år (1985-03-27) \| \| BM Valladolid \| \| 11 \| VS \| Samuel Honrubia (FRA) \| 26 år (1986-07-05) \| \| Montpellier AHB \| \| 13 \| MN \| Nikola Karabatić (FRA) \| 28 år (1984-04-11) \| \| Montpellier AHB \| \| 19 \| HS \| Luc Abalo (FRA) \| 27 år (1984-09-06) \| \| BM Atlético de Madrid \| \| 20 \| MS \| Cédric Sorhaindo (FRA) \| 28 år (1984-06-07) \| \| FC Barcelona \| \| 21 \| VS \| Michaël Guigou (FRA) \| 30 år (1982-01-28) \| \| Montpellier AHB \| | Förbundskapten: Claude Onesta                                                                                     |                        |                    |           |                       |
| \| \| Pos. \| Namn \| Ålder \| \| Klubb \| \| -- \| ---- \| ---------------------- \| ------------------ \| \| --------------------- \| \| 12 \| MV \| Daouda Karaboué (FRA) \| 36 år (1975-12-11) \| \| Toulouse HB \| \| 16 \| MV \| Thierry Omeyer (FRA) \| 35 år (1976-11-02) \| \| THW Kiel \| \| 2 \| VN \| Jérôme Fernandez (FRA) \| 35 år (1977-03-07) \| \| Toulouse HB \| \| 3 \| MS \| Didier Dinart (FRA) \| 35 år (1977-01-18) \| \| BM Atlético de Madrid \| \| 4 \| HS \| Xavier Barachet (FRA) \| 23 år (1988-11-19) \| \| BM Atlético de Madrid \| \| 5 \| MN \| Guillaume Gille (FRA) \| 36 år (1976-07-12) \| \| HSV Hamburg \| \| 6 \| MS \| Bertrand Gille (FRA) \| 34 år (1978-03-24) \| \| HSV Hamburg \| \| 8 \| VN \| Daniel Narcisse (FRA) \| 32 år (1979-12-16) \| \| THW Kiel \| \| 9 \| HN \| Guillaume Joli (FRA) \| 27 år (1985-03-27) \| \| BM Valladolid \| \| 11 \| VS \| Samuel Honrubia (FRA) \| 26 år (1986-07-05) \| \| Montpellier AHB \| \| 13 \| MN \| Nikola Karabatić (FRA) \| 28 år (1984-04-11) \| \| Montpellier AHB \| \| 19 \| HS \| Luc Abalo (FRA) \| 27 år (1984-09-06) \| \| BM Atlético de Madrid \| \| 20 \| MS \| Cédric Sorhaindo (FRA) \| 28 år (1984-06-07) \| \| FC Barcelona \| \| 21 \| VS \| Michaël Guigou (FRA) \| 30 år (1982-01-28) \| \| Montpellier AHB \| | Positioner: MV - Målvakt VS - Vänstersexa VN - Vänsternia MS - Mittsexa MN - Mittnia HS - Högersexa HN - Högernia |                        |                    |           |                       |
| \| \| Pos. \| Namn \| Ålder \| \| Klubb \| \| -- \| ---- \| ---------------------- \| ------------------ \| \| --------------------- \| \| 12 \| MV \| Daouda Karaboué (FRA) \| 36 år (1975-12-11) \| \| Toulouse HB \| \| 16 \| MV \| Thierry Omeyer (FRA) \| 35 år (1976-11-02) \| \| THW Kiel \| \| 2 \| VN \| Jérôme Fernandez (FRA) \| 35 år (1977-03-07) \| \| Toulouse HB \| \| 3 \| MS \| Didier Dinart (FRA) \| 35 år (1977-01-18) \| \| BM Atlético de Madrid \| \| 4 \| HS \| Xavier Barachet (FRA) \| 23 år (1988-11-19) \| \| BM Atlético de Madrid \| \| 5 \| MN \| Guillaume Gille (FRA) \| 36 år (1976-07-12) \| \| HSV Hamburg \| \| 6 \| MS \| Bertrand Gille (FRA) \| 34 år (1978-03-24) \| \| HSV Hamburg \| \| 8 \| VN \| Daniel Narcisse (FRA) \| 32 år (1979-12-16) \| \| THW Kiel \| \| 9 \| HN \| Guillaume Joli (FRA) \| 27 år (1985-03-27) \| \| BM Valladolid \| \| 11 \| VS \| Samuel Honrubia (FRA) \| 26 år (1986-07-05) \| \| Montpellier AHB \| \| 13 \| MN \| Nikola Karabatić (FRA) \| 28 år (1984-04-11) \| \| Montpellier AHB \| \| 19 \| HS \| Luc Abalo (FRA) \| 27 år (1984-09-06) \| \| BM Atlético de Madrid \| \| 20 \| MS \| Cédric Sorhaindo (FRA) \| 28 år (1984-06-07) \| \| FC Barcelona \| \| 21 \| VS \| Michaël Guigou (FRA) \| 30 år (1982-01-28) \| \| Montpellier AHB \| | Spelarnas åldrar och klubb per 27 juli 2012.                                                                      |                        |                    |           |                       |
| | Pos. | Namn                   | Ålder              |           | Klubb                 |
| 12 | MV | Daouda Karaboué (FRA)  | 36 år (1975-12-11) | Frankrike | Toulouse HB           |
| 16 | MV | Thierry Omeyer (FRA)   | 35 år (1976-11-02) | Tyskland  | THW Kiel              |
| 2 | VN | Jérôme Fernandez (FRA) | 35 år (1977-03-07) | Frankrike | Toulouse HB           |
| 3 | MS | Didier Dinart (FRA)    | 35 år (1977-01-18) | Spanien   | BM Atlético de Madrid |
| 4 | HS | Xavier Barachet (FRA)  | 23 år (1988-11-19) | Spanien   | BM Atlético de Madrid |
| 5 | MN | Guillaume Gille (FRA)  | 36 år (1976-07-12) | Tyskland  | HSV Hamburg           |
| 6 | MS | Bertrand Gille (FRA)   | 34 år (1978-03-24) | Tyskland  | HSV Hamburg           |
| 8 | VN | Daniel Narcisse (FRA)  | 32 år (1979-12-16) | Tyskland  | THW Kiel              |
| 9 | HN | Guillaume Joli (FRA)   | 27 år (1985-03-27) | Spanien   | BM Valladolid         |
| 11 | VS | Samuel Honrubia (FRA)  | 26 år (1986-07-05) | Frankrike | Montpellier AHB       |
| 13 | MN | Nikola Karabatić (FRA) | 28 år (1984-04-11) | Frankrike | Montpellier AHB       |
| 19 | HS | Luc Abalo (FRA)        | 27 år (1984-09-06) | Spanien   | BM Atlético de Madrid |
| 20 | MS | Cédric Sorhaindo (FRA) | 28 år (1984-06-07) | Spanien   | FC Barcelona          |
| 21 | VS | Michaël Guigou (FRA)   | 30 år (1982-01-28) | Frankrike | Montpellier AHB       |

Gruppspel
| Lag            | S | V | O | F | GM  | IM  | MS  | P  |
| -------------- | - | - | - | - | --- | --- | --- | -- |
| Island         | 5 | 5 | 0 | 0 | 167 | 132 | +35 | 10 |
| Frankrike      | 5 | 4 | 0 | 1 | 159 | 110 | +49 | 8  |
| Sverige        | 5 | 3 | 0 | 2 | 156 | 115 | +41 | 6  |
| Tunisien       | 5 | 2 | 0 | 3 | 121 | 125 | −4  | 4  |
| Argentina      | 5 | 1 | 0 | 4 | 113 | 138 | −25 | 2  |
| Storbritannien | 5 | 0 | 0 | 5 | 96  | 192 | −96 | 0  |

|  | 29 juli | Frankrike | 44 – 15 | Storbritannien | Copper Box, London |  |
|  |         |           |         |                |                    |  |
|  |         |           |         |                |                    |  |

|  | 31 juli | Argentina | 20 – 32 | Frankrike | Copper Box, London |  |
|  |         |           |         |           |                    |  |
|  |         |           |         |           |                    |  |

|  | 2 augusti | Frankrike | 25 – 19 | Tunisien | Copper Box, London |  |
|  |           |           |         |          |                    |  |
|  |           |           |         |          |                    |  |

|  | 4 augusti | Island | 30 – 29 | Frankrike | Copper Box, London |  |
|  |           |        |         |           |                    |  |
|  |           |        |         |           |                    |  |

|  | 6 augusti | Frankrike | 29 – 26 | Sverige | Copper Box, London |  |
|  |           |           |         |         |                    |  |
|  |           |           |         |         |                    |  |

Slutspel
|  | Kvartsfinal | Kvartsfinal | Kvartsfinal |    |          | Semifinal | Semifinal | Semifinal |            |            | Final      | Final    | Final |
|  |             |             |             |    |          |           |           |           |            |            |            |          |       |
|  | A1          | Island      | 33          |    |          |           |           |           |            |            |            |          |       |
|  |             |             | 33          |    |          |           |           |           |            |            |            |          |       |
|  | B4          | Ungern      | 34          |    |          |           |           |           |            |            |            |          |       |
|  | B4          | Ungern      | 34          |    | B4       | Ungern    | 26        |           |            |            |            |          |       |
|  |             |             |             |    | B4       | Ungern    | 26        |           |            |            |            |          |       |
|  |             | A3          | Sverige     | 27 |          |           |           |           |            |            |            |          |       |
|  | A3          | A3          | Sverige     | 27 | Sverige  | 24        |           |           |            |            |            |          |       |
|  | A3          |             |             |    | Sverige  | 24        |           |           |            |            |            |          |       |
|  | B2          | Danmark     | 22          |    |          |           |           |           |            |            |            |          |       |
|  |             |             |             |    |          |           |           |           |            | A3         | Sverige    | 21       |       |
|  |             |             |             |    |          |           |           |           |            | A2         | Frankrike  | 22       |       |
|  | B3          | Spanien     | 22          |    |          |           |           |           |            |            |            |          |       |
|  | B3          | Spanien     | 22          |    |          |           |           |           |            |            |            |          |       |
|  | A2          | Frankrike   | 23          |    |          |           |           |           |            |            |            |          |       |
|  | A2          | Frankrike   | 23          |    | A2       | Frankrike | 25        |           | Bronsmatch | Bronsmatch | Bronsmatch |          |       |
|  |             |             |             |    | A2       | Frankrike | 25        |           | Bronsmatch | Bronsmatch | Bronsmatch |          |       |
|  |             | B1          | Kroatien    | 22 |          |           |           |           |            |            |            |          |       |
|  | B1          | B1          | Kroatien    | 22 | Kroatien | 25        |           | B4        | Ungern     | 26         |            |          |       |
|  | B1          |             |             |    | Kroatien | 25        |           | B4        | Ungern     | 26         |            |          |       |
|  | A4          | Tunisien    | 23          |    |          |           |           |           |            |            | B1         | Kroatien | 33    |
|  |             |             |             |    |          |           |           |           |            |            |            |          |       |

## Judo
- Huvudartikel: Judo vid olympiska sommarspelen 2012

Herrar
| Idrottare      | Gren                     | 32-delsfinal              | Sextondelsfinal               | Åttondelsfinal                    | Kvartsfinal               | Semifinal                 | Återkval                  | Bronsmatch                 | Final                        | Final            |
| Idrottare      | Gren                     | Motståndare Resultat      | Motståndare Resultat          | Motståndare Resultat              | Motståndare Resultat      | Motståndare Resultat      | Motståndare Resultat      | Motståndare Resultat       | Motståndare Resultat         | Placering        |
| -------------- | ------------------------ | ------------------------- | ----------------------------- | --------------------------------- | ------------------------- | ------------------------- | ------------------------- | -------------------------- | ---------------------------- | ---------------- |
| Sofiane Milous | Extra lättvikt (-60 kg)  | BYE                       | Shukvani (GEO) W 0100–0001    | Lomo (SOL) W 0020–0001            | Hiraoka (JPN) L 0010–0012 | Gick inte vidare          | Davtyan (ARM) W 0010–0002 | Sobirov (UZB) L 0003–0100  | Gick inte vidare             | 5                |
| David Larose   | Halv lättvikt (-66 kg)   | Pollack (ISR) W 0001–0000 | Fasie (ROU) W 0100–0000       | Shavdatuashvili (GEO) L 0001–0100 | Gick inte vidare          | Gick inte vidare          | Gick inte vidare          | Gick inte vidare           | Gick inte vidare             | Gick inte vidare |
| Ugo Legrand    | Lättvikt (-73 kg)        | BYE                       | Adamiec (POL) W 0010–0000     | Hafiz (EGY) W 0100–0104           | Elmont (NED) L 0030–0000  | Gick inte vidare          | Boqiev (TJK) W 0010–0002  | Wang K-c (KOR) W 0101–0001 | Gick inte vidare             | 3                |
| Alain Schmitt  | Halv mellanvikt (-81 kg) | i.u.                      | Elmont (NED) W 0000–0001      | Lucenti (ARG) L 0000–1000         | Gick inte vidare          | Gick inte vidare          | Gick inte vidare          | Gick inte vidare           | Gick inte vidare             | Gick inte vidare |
| Romain Buffet  | Mellanvikt (-90 kg)      | i.u.                      | Bauža (LTU) L 0010–0100       | Gick inte vidare                  | Gick inte vidare          | Gick inte vidare          | Gick inte vidare          | Gick inte vidare           | Gick inte vidare             | Gick inte vidare |
| Thierry Fabre  | Halv tungvikt (-100 kg)  | i.u.                      | Darwish (EGY) W 0011–0002     | Naidangiin (MGL) L 0000–0100      | Gick inte vidare          | Gick inte vidare          | Gick inte vidare          | Gick inte vidare           | Gick inte vidare             | Gick inte vidare |
| Teddy Riner    | Tungvikt (+100 kg)       | i.u.                      | Wojnarowicz (POL) W 0010–0003 | Jaballah (TUN) W 0101–0002        | Brayson (CUB) W 0100–0001 | Kim S-M (KOR) W 0010–0003 | BYE                       | BYE                        | Mikhailine (RUS) W 0101–0003 | 1                |

Damer
| Idrottare            | Gren                     | Sextondelsfinal              | Åttondelsfinal               | Kvartsfinal                   | Semifinal                   | Återkval                      | Bronsmatch                      | Final                    | Final            |
| Idrottare            | Gren                     | Motståndare Resultat         | Motståndare Resultat         | Motståndare Resultat          | Motståndare Resultat        | Motståndare Resultat          | Motståndare Resultat            | Motståndare Resultat     | Placering        |
| -------------------- | ------------------------ | ---------------------------- | ---------------------------- | ----------------------------- | --------------------------- | ----------------------------- | ------------------------------- | ------------------------ | ---------------- |
| Laëtitia Payet       | Extra lättvikt (-48 kg)  | BYE                          | Menezes (BRA) L 0001–0000    | Gick inte vidare              | Gick inte vidare            | Gick inte vidare              | Gick inte vidare                | Gick inte vidare         | Gick inte vidare |
| Priscilla Gneto      | Halv lättvikt (-52 kg)   | He Hm (CHN) W 0111–0012      | Ramos (POR) W 1001–0000      | An K-a (PRK) L 0013–0102      | Gick inte vidare            | Kim K-o (KOR) W 0021–0002     | Heylen (BEL) W 1012–0012        | Gick inte vidare         | 3                |
| Automne Pavia        | Lättvikt (-57 kg)        | Clark (GBR) W 0100–0000      | Renzi (AUS) W 0150–0000      | Filzmoser (AUT) W 0030–0000   | Matsumoto (JPN) L 0000–0010 | BYE                           | Karakas (HUN) W 0011–0002       | Gick inte vidare         | 3                |
| Gévrise Émane        | Halv mellanvikt (-63 kg) | Howell (GBR) W 1000–0000     | Abel (CUB) W 0001–0001       | Tsedevsuren (MGL) L 0001–0001 | Gick inte vidare            | Schlesinger (ISR) W 0010–0002 | Joung D-w (KOR) W 0000–0000 YUS | Gick inte vidare         | 3                |
| Lucie Décosse        | Mellanvikt (-70 kg)      | BYE                          | Zupancic (CAN) W 1001–0001   | Alvear (COL) W 1000–0000      | Hwang Y-s (KOR) W 0001–0000 | BYE                           | BYE                             | Thiele (GER) W 0120–0000 | 1                |
| Audrey Tcheuméo      | Halv tungvikt (-78 kg)   | Cotton (CAN) W 0001–0001 YUS | Pryshchepa (UKR) W 0100–0000 | Yang X (CHN) W 0101–0001      | Gibbons (GBR) L 0000–1000   | Gick inte vidare              | Joó (HUN) W 1000–0001           | Gick inte vidare         | 3                |
| Anne-Sophie Mondière | Tungvikt (+78 kg)        | Altheman (BRA) L 0000–0101   | Gick inte vidare             | Gick inte vidare              | Gick inte vidare            | Gick inte vidare              | Gick inte vidare                | Gick inte vidare         | Gick inte vidare |

## Kanotsport
- Huvudartikel: Kanotsport vid olympiska sommarspelen 2012

Slalom
| Kanotist                       | Gren                | Omgång 1 | Omgång 1  | Omgång 1 | Omgång 1  | Omgång 1 | Omgång 1  | Semifinal | Semifinal | Final  | Final     |
| Kanotist                       | Gren                | Omgång 1 | Placering | Omgång 2 | Placering | Bästa    | Placering | Tid       | Placering | Tid    | Placering |
| ------------------------------ | ------------------- | -------- | --------- | -------- | --------- | -------- | --------- | --------- | --------- | ------ | --------- |
| Etienne Daille                 | Herrarnas K1 slalom | 90.12    | 7         | 241.73   | 22        | 90.12    | 13 Q      | 100.55    | 10 Q      | 101.87 | 7         |
| Tony Estanguet                 | Herrarnas C1 slalom | 93.24    | 2         | 99.20    | 10        | 93.24    | 7 Q       | 101.67    | 3 Q       | 97.06  | 1         |
| Gauthier Klauss Matthieu Peche | Herrarnas C2 slalom | 96.98    | 1         | 151.03   | 12        | 96.98    | 1 Q       | 109.27    | 3 Q       | 109.17 | 4         |
| Émilie Fer                     | Damernas K1 slalom  | 112.77   | 12        | 106.46   | 8         | 106.46   | 10 Q      | 109.73    | 3 Q       | 105.90 | 1         |

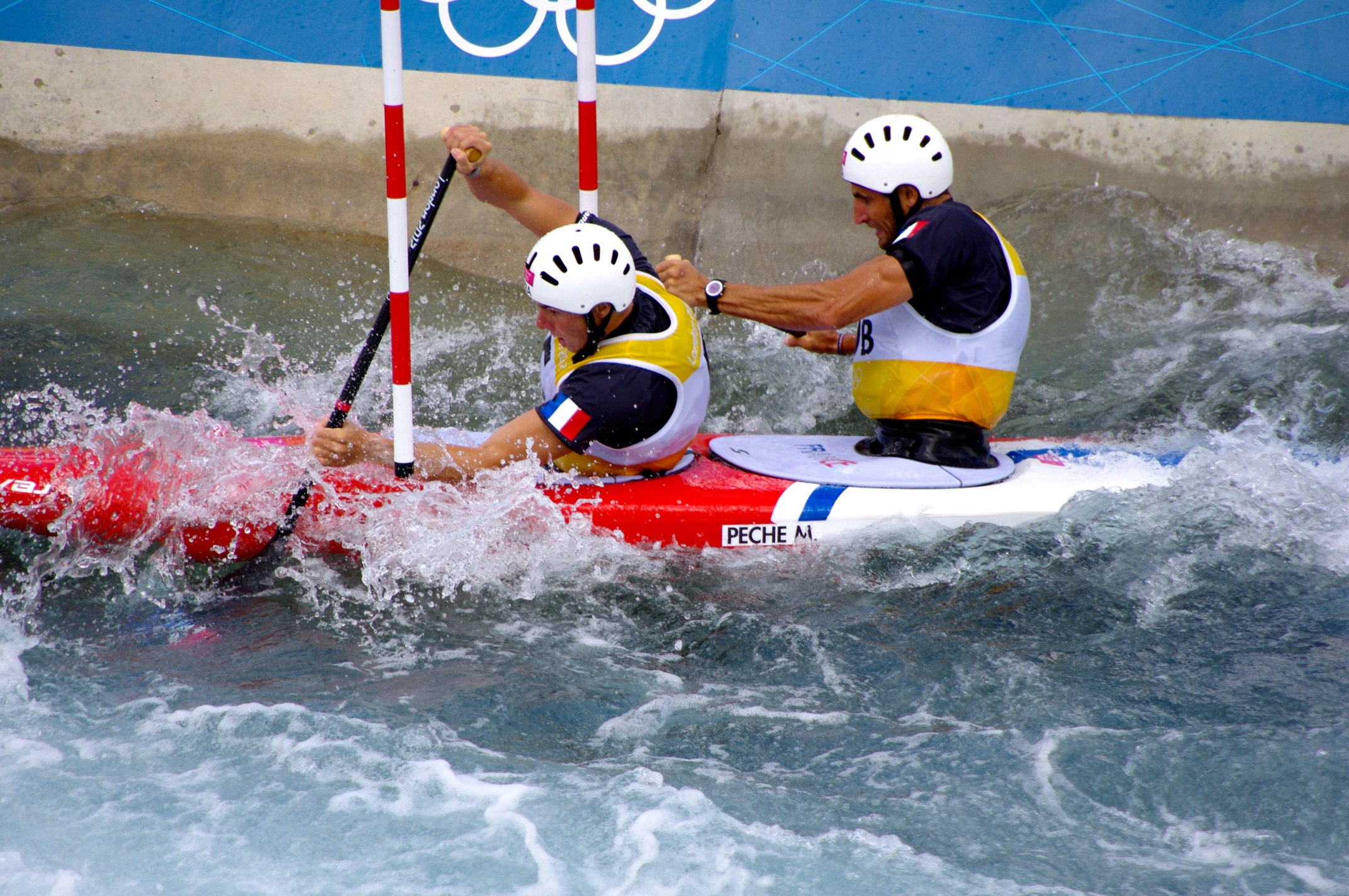
Gauthier Klauss och Matthieu Peche i herrarnas C2-semifinal
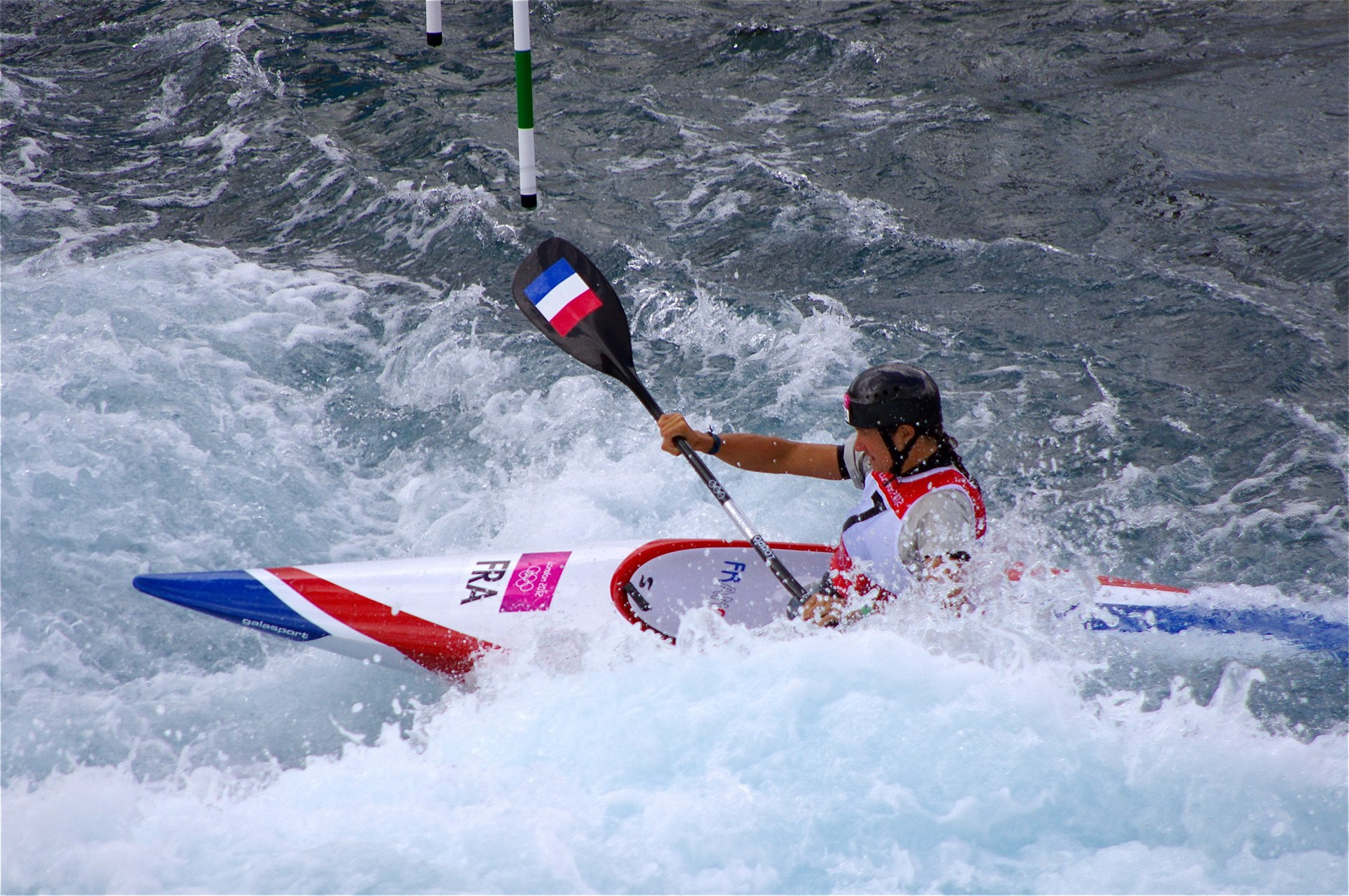
Émilie Fer i K1-semifinalen

Sprint
| Kanotist                                                | Gren                | Heat      | Heat      | Semifinal | Semifinal | Final    | Final     |
| Kanotist                                                | Gren                | Tid       | Placering | Tid       | Placering | Tid      | Placering |
| ------------------------------------------------------- | ------------------- | --------- | --------- | --------- | --------- | -------- | --------- |
| Maxime Beaumont                                         | Herrarnas K1 200 m  | 35.571    | 2 Q       | 35.814    | 2 FA      | 36.688   | 4         |
| Cyrille Carre                                           | Herrarnas K1 1000 m | 3:32.705  | 5 Q       | 3:38.981  | 8 FB      | 3:33.513 | 12        |
| Mathieu Goubel                                          | Herrarnas C1 200 m  | 41.248 OB | 1 Q       | 41.938    | 2 FA      | 44.045   | 7         |
| Mathieu Goubel                                          | Herrarnas C1 1000 m | 3:58.122  | 1 Q       | 3:51.811  | 1 FA      | 3:50.758 | 5         |
| Arnaud Hybois Sébastien Jouve                           | Herrarnas K2 200 m  | 32.933    | 3 Q       | 32.668    | 3 FA      | 35.012   | 4         |
| Marie Delattre Sarah Guyot Joanne Mayer Gabrielle Tuleu | Damernas K4 500 m   | 1:40.022  | 3 Q       | 1:33.303  | 5 FA      | 1:35.299 | 8         |

## Konstsim
- Huvudartikel: Konstsim vid olympiska sommarspelen 2012

| Idrottare                     | Gren           | Teknisk rutin | Teknisk rutin | Fri rutin (inledande) | Fri rutin (inledande)  | Fri rutin (inledande) | Fri rutin (final) | Fri rutin (final)      | Fri rutin (final) |
| Idrottare                     | Gren           | Poäng         | Placering     | Poäng                 | Totalt (teknisk + fri) | Placering             | Placering         | Totalt (teknisk + fri) | Placering         |
| ----------------------------- | -------------- | ------------- | ------------- | --------------------- | ---------------------- | --------------------- | ----------------- | ---------------------- | ----------------- |
| Sara Labrousse Chloe Willhelm | Damernas duett | 87.700        | 10            | 88.340                | 176.040                | 10 Q                  | 88.560            | 176.260                | 10                |

## Modern femkamp
- Huvudartikel: Modern femkamp vid olympiska sommarspelen 2012

| Idrottare         | Gren   | Fäktning (värja) | Fäktning (värja) | Fäktning (värja) | Simning (200 m frisim) | Simning (200 m frisim) | Simning (200 m frisim) | Ridsport (hästhoppning) | Ridsport (hästhoppning) | Ridsport (hästhoppning) | Kombinerat: skytte/löpning (10 m luftpistol)/(3000 m) | Kombinerat: skytte/löpning (10 m luftpistol)/(3000 m) | Kombinerat: skytte/löpning (10 m luftpistol)/(3000 m) | Totalpoäng | Slutpoäng |
| Idrottare         | Gren   | Resultat         | Placering        | MF-poäng         | Tid                    | Placering              | MF-poäng               | Straff                  | Placering               | MF-poäng                | Tid                                                   | Placering                                             | MF-poäng                                              | Totalpoäng | Slutpoäng |
| ----------------- | ------ | ---------------- | ---------------- | ---------------- | ---------------------- | ---------------------- | ---------------------- | ----------------------- | ----------------------- | ----------------------- | ----------------------------------------------------- | ----------------------------------------------------- | ----------------------------------------------------- | ---------- | --------- |
| Christopher Patte | Herrar | 16–19            | =20              | 784              | 2:05,99                | 20                     | 1292                   | 84                      | 21                      | 1116                    | 10:43,96                                              | 11                                                    | 2428                                                  | 5620       | 17        |
| Amélie Cazé       | Damer  | 19–16            | =11              | 856              | 2:11,33                | 4                      | 1224                   | 20                      | 2                       | 1180                    | 12:08,71                                              | 32                                                    | 1848                                                  | 5108       | 18        |
| Élodie Clouvel    | Damer  | 15–20            | =25              | 760              | 2:09,87                | 3                      | 1244                   | 140                     | 27                      | 1060                    | 12:44,50                                              | 34                                                    | 1704                                                  | 4768       | 31        |

## Ridsport
- Huvudartikel: Ridsport vid olympiska sommarspelen 2012

### Dressyr
| Ryttare        | Häst   | Grand Prix | Grand Prix | Grand Prix Special | Grand Prix Special | Grand Prix Freestyle | Grand Prix Freestyle | Placering |
| Ryttare        | Häst   | Poäng      | Placering  | Poäng              | Placering          | Poäng                | Placering            | Placering |
| -------------- | ------ | ---------- | ---------- | ------------------ | ------------------ | -------------------- | -------------------- | --------- |
| Jessica Michel | Riwera | 70,41      | 28         | 68,81              | 31                 | Ej kvalificerad      | Ej kvalificerad      | 31        |

### Fälttävlan
| Tävlande                                                                   | Häst               | Gren        | Dressyr | Dressyr   | Terrängbana | Terrängbana | Hoppning | Hoppning  | Hoppning        | Hoppning        | Totalt | Totalt    |
| Tävlande                                                                   | Häst               | Gren        | Dressyr | Dressyr   | Terrängbana | Terrängbana | Kval     | Kval      | Final           | Final           | Totalt | Totalt    |
| Tävlande                                                                   | Häst               | Gren        | Straff  | Placering | Straff      | Placering   | Straff   | Placering | Straff          | Placering       | Straff | Placering |
| -------------------------------------------------------------------------- | ------------------ | ----------- | ------- | --------- | ----------- | ----------- | -------- | --------- | --------------- | --------------- | ------ | --------- |
| Nicolas Touzaint                                                           | Hildago de L'Ile   | Individuell | 47,6    | 27        | 7,6         | 27          | 5        | 23        | 7               | 17              | 64,2   | 17        |
| Lionel Guyon                                                               | Nemetis de Lalou   | Individuell | 50,9    | 38        | 20          | 38          | 0        | 28        | 21              | 24              | 91,9   | 24        |
| Aurelien Kahn                                                              | Cadiz              | Individuell | 55,9    | 54        | 39,6        | 49          | 7        | 45        | ej kvalificerad | ej kvalificerad | 102,5  | 45        |
| Denis Mesples                                                              | Oregon de la Vigne | Individuell | 61,5    | 66        | 45          | 51          | 19       | 50        | ej kvalificerad | ej kvalificerad | 125,5  | 50        |
| Donatien Schauly                                                           | Ocarina du Chanois | Individuell | 44,4    | 20        | 9,2         | 23          | Utgick   | Utgick    | Utgick          | Utgick          |        | 54        |
| Nicolas Touzaint Lionel Guyon Aurelien Kahn Denis Mesples Donatien Schauly | som ovan           | Lag         | 142,9   | 9         | 177,7       | 7           | 230,6    | 8         | i.u.            | i.u.            | 230,6  | 8         |

### Hoppning
| Tävlande           | Häst            | Kvalifikation | Kvalifikation | Kvalifikation | Kvalifikation | Kvalifikation | Kvalifikation   | Kvalifikation   | Kvalifikation   | Final           | Final           | Final           | Final           | Final           | Total     |
| Tävlande           | Häst            | Runda 1       | Runda 1       | Runda 2       | Runda 2       | Runda 2       | Runda 3         | Runda 3         | Runda 3         | Runda A         | Runda A         | Runda B         | Runda B         | Runda B         | Total     |
| Tävlande           | Häst            | Straff        | Placering     | Straff        | Total         | Placering     | Straff          | Total           | Placering       | Straff          | Placering       | Straff          | Totalt          | Placering       | Placering |
| ------------------ | --------------- | ------------- | ------------- | ------------- | ------------- | ------------- | --------------- | --------------- | --------------- | --------------- | --------------- | --------------- | --------------- | --------------- | --------- |
| Simon Delestre     | Napoli du Ry    | 0             | 1             | 6             | 6             | 30            | 8               | 14              | 32              | 4               | 11              | 8               | 12              | 19              | 19        |
| Kevin Staut        | Silvana         | 0             | 1             | 4             | 4             | 17            | 4               | 8               | 11              | 16              | 34              | Ej kvalificerad | Ej kvalificerad | Ej kvalificerad | 34        |
| Penelope Leprevost | Mylord Carthago | 1             | 33            | 8             | 9             | 47            | Ej kvalificerad | Ej kvalificerad | Ej kvalificerad | Ej kvalificerad | Ej kvalificerad | Ej kvalificerad | Ej kvalificerad | Ej kvalificerad | 47        |
| Olivier Guillon    | Lord de Theize  | 4             | 42            | 4             | 8             | 31            | 8               | 16              | 33              | 0               | 1               | 9               | 9               | 12              | 12        |

| Tävlande                                                      | Häst     | Runda 1 | Runda 1   | Runda 2         | Runda 2         | Placering |
| Tävlande                                                      | Häst     | Straff  | Placering | Straff          | Placering       | Placering |
| ------------------------------------------------------------- | -------- | ------- | --------- | --------------- | --------------- | --------- |
| Simon Delestre Kevin Staut Penelope Leprevost Olivier Guillon | som ovan | 14      | 12        | Ej kvalificerad | Ej kvalificerad | 12        |

## Rodd
- Huvudartikel: Rodd vid olympiska sommarspelen 2012

Herrar
| Idrottare                                                             | Gren                        | Heat    | Heat      | Återkval | Återkval  | Semifinal | Semifinal | Final   | Final     | Final |
| Idrottare                                                             | Gren                        | Tid     | Placering | Tid      | Placering | Tid       | Placering | Tid     | Placering |       |
| --------------------------------------------------------------------- | --------------------------- | ------- | --------- | -------- | --------- | --------- | --------- | ------- | --------- | ----- |
| Germain Chardin Dorian Mortelette                                     | Tvåa utan styrman           | 6:17.22 | 2 SA/B    | BYE      | BYE       | 6:58.67   | 2 FA      | 6:21.11 | 2         |       |
| Julien Bahain Cédric Berrest                                          | Dubbelsculler               | 6:19.61 | 3 SA/B    | BYE      | BYE       | 6:29.61   | 5 FB      | 6:26.44 | 10        |       |
| Jeremie Azou Stany Delayre                                            | Lättvikts-dubbelsculler     | 6:40.89 | 1 SA/B    | BYE      | BYE       | 6:37.29   | 2 FA      | 6:42.69 | 4         |       |
| Matthieu Androdias Benjamin Chabanet Adrien Hardy Pierre-Jean Peltier | Scullerfyra                 | 5:44.25 | 3 SA/B    | BYE      | BYE       | 6:12.81   | 4 FB      | 6:02.12 | 10        |       |
| Thomas Baroukh Fabrice Moreau Nicolas Moutton Franck Solforosi        | Lättvikts-fyra utan styrman | 5:50.79 | 1 SA/B    | BYE      | BYE       | 6:06.90   | 4 FB      | 6:08.37 | 7         |       |

## Segling
- Huvudartikel: Segling vid olympiska sommarspelen 2012

Herrar
| Seglare                            | Gren      | Lopp | Lopp | Lopp | Lopp | Lopp | Lopp | Lopp | Lopp | Lopp | Lopp | Lopp | Summerad poäng | Finalplacering |
| Seglare                            | Gren      | 1    | 2    | 3    | 4    | 5    | 6    | 7    | 8    | 9    | 10   | M*   | Summerad poäng | Finalplacering |
| ---------------------------------- | --------- | ---- | ---- | ---- | ---- | ---- | ---- | ---- | ---- | ---- | ---- | ---- | -------------- | -------------- |
| Julien Bontemps                    | RS:X      | 23   | 14   | 2    | 5    | 5    | 4    | 17   | 5    | 8    | 6    | 4    | 70             | 5              |
| Jean Baptiste Bernaz               | Laser     | 3    | 21   | 6    | 9    | 19   | 11   | 2    | 18   | 20   | 34   | 10   | 119            | 10             |
| Jonathan Lobert                    | Finnjolle | 9    | 4    | 4    | 2    | 6    | 7    | 5    | 10   | 3    | 7    | 2    | 49             | 3              |
| Vincent Garos Pierre Leboucher     | 470       | 9    | 10   | 11   | 6    | 10   | 2    | 19   | 11   | 4    | 11   | 16   | 90             | 7              |
| Pierre-Alexis Ponsot Xavier Rohart | Starbåt   | 1    | 13   | 10   | 11   | 12   | 14   | 12   | 6    | 6    | 8    | 8    | 86             | 9              |

M = Medaljlopp; EL = Eliminerad – gick inte vidare till medaljloppet;
Damer
| Seglare                          | Gren         | Lopp | Lopp | Lopp | Lopp | Lopp | Lopp | Lopp | Lopp | Lopp | Lopp | Lopp | Summerad poäng | Finalplacering |
| Seglare                          | Gren         | 1    | 2    | 3    | 4    | 5    | 6    | 7    | 8    | 9    | 10   | M*   | Summerad poäng | Finalplacering |
| -------------------------------- | ------------ | ---- | ---- | ---- | ---- | ---- | ---- | ---- | ---- | ---- | ---- | ---- | -------------- | -------------- |
| Charline Picon                   | RS:X         | 9    | 11   | 5    | 7    | 10   | 6    | 12   | 10   | 11   | 6    | 14   | 89             | 8              |
| Sarah Steyaert                   | Laser radial | 21   | 14   | 19   | 12   | 11   | 26   | 10   | 19   | 22   | 15   | EL   | 143            | 16             |
| Mathilde Géron Camille Lecointre | 470          | 10   | 17   | 1    | 8    | 12   | 3    | 7    | 6    | 3    | 5    | 10   | 65             | 4              |

M = Medaljlopp; EL = Eliminerad – gick inte vidare till medaljloppet;
Match racing
| Seglare                                 | Gren         | Inledande omgång | Inledande omgång | Inledande omgång | Inledande omgång | Inledande omgång | Inledande omgång | Inledande omgång | Inledande omgång | Inledande omgång | Inledande omgång | Inledande omgång | Placering | Utslagning      | Utslagning       | Utslagning       | Placering |
| Seglare                                 | Gren         | Portugal         | Australien       | Nederländerna    | Sverige          | USA              | Storbritannien   | Spanien          | Danmark          | Nya Zeeland      | Ryssland         | Finland          | Placering | Kvartsfinal     | Semifinal        | Final            | Placering |
| --------------------------------------- | ------------ | ---------------- | ---------------- | ---------------- | ---------------- | ---------------- | ---------------- | ---------------- | ---------------- | ---------------- | ---------------- | ---------------- | --------- | --------------- | ---------------- | ---------------- | --------- |
| Elodie Bertrand Claire Leroy Marie Riou | Match racing | W                | L                | W                | W                | L                | L                | L                | W                | W                | W                | L                | 6 Q       | Spanien L (0–3) | Gick inte vidare | Gick inte vidare | 6         |

Öppen
| Seglare                       | Gren | Lopp | Lopp | Lopp | Lopp | Lopp | Lopp | Lopp | Lopp | Lopp | Lopp | Lopp | Lopp | Lopp | Lopp | Lopp | Lopp | Summerad poäng | Finalplacering |
| Seglare                       | Gren | 1    | 2    | 3    | 4    | 5    | 6    | 7    | 8    | 9    | 10   | 11   | 12   | 13   | 14   | 15   | M*   | Summerad poäng | Finalplacering |
| ----------------------------- | ---- | ---- | ---- | ---- | ---- | ---- | ---- | ---- | ---- | ---- | ---- | ---- | ---- | ---- | ---- | ---- | ---- | -------------- | -------------- |
| Stephane Christidis Manu Dyen | 49er | 1    | 9    | 9    | 12   | 1    | 10   | 12   | 13   | 10   | 21   | 2    | 5    | 10   | 7    | 14   | 12   | 127            | 6              |

M = Medaljlopp; EL = Eliminerad – gick inte vidare till medaljloppet;

## Simhopp
- Huvudartikel: Simhopp vid olympiska sommarspelen 2012

Herrar
| Idrottare       | Gren | Kval   | Kval      | Semifinal        | Semifinal        | Final            | Final            |                  |                  |
| Idrottare       | Gren | Poäng  | Placering | Poäng            | Placering        | Poäng            | Placering        |                  |                  |
| --------------- | ---- | ------ | --------- | ---------------- | ---------------- | ---------------- | ---------------- | ---------------- | ---------------- |
| Damien Cely     | 3 m  | 413,30 | 22        | Gick inte vidare | Gick inte vidare | Gick inte vidare | Gick inte vidare |                  |                  |
| Matthieu Rosset | 3 m  | 445,15 | 13 Q      | 422,50           | 15               | Gick inte vidare | Gick inte vidare | Gick inte vidare | Gick inte vidare |

Damer
| Idrottare        | Gren             | Kval   | Kval      | Semifinal        | Semifinal        | Final            | Final            |
| Idrottare        | Gren             | Poäng  | Placering | Poäng            | Placering        | Poäng            | Placering        |
| ---------------- | ---------------- | ------ | --------- | ---------------- | ---------------- | ---------------- | ---------------- |
| Fanny Bouvet     | 3 m              | 257,10 | 26        | Gick inte vidare | Gick inte vidare | Gick inte vidare | Gick inte vidare |
| Marion Farissier | 3 m              | 248,70 | 27        | Gick inte vidare | Gick inte vidare | Gick inte vidare | Gick inte vidare |
| Audrey Labeau    | 10 m parhoppning | 261,05 | 24        | Gick inte vidare | Gick inte vidare | Gick inte vidare | Gick inte vidare |

## Taekwondo
- Huvudartikel: Taekwondo vid olympiska sommarspelen 2012

| Idrottare            | Gren            | Åttondelsfinaler           | Kvartsfinaler        | Semifinaer            | Återkval             | Bronsmatch           | Final                | Final     |
| Idrottare            | Gren            | Motståndare Resultat       | Motståndare Resultat | Motståndare Resultat  | Motståndare Resultat | Motståndare Resultat | Motståndare Resultat | Placering |
| -------------------- | --------------- | -------------------------- | -------------------- | --------------------- | -------------------- | -------------------- | -------------------- | --------- |
| Marlène Harnois      | Damernas −57 kg | Contreras (CHI) W 14–3 PTG | Wahba (EGY) W 8–6    | Hou Yz (CHN) L 3–8    | Bye                  | Hamada (JPN) W 12–8  | Gick inte vidare     | 3         |
| Anne Caroline Graffe | Damernas +67 kg | Mamatova (UZB) W 17–9      | Lee I-J (KOR) W 7–4  | Hernandez (CUB) W 6–4 | Bye                  | Bye                  | Mandić (SRB) L 7–9   | 2         |

## Tennis
- Huvudartikel: Tennis vid olympiska sommarspelen 2012

Herrar
| Spelare                           | Gren       | Omgång 1                            | Omgång 2                              | Åttondelsfinaler                          | Kvartsfinaler                               | Semifinaler                               | Final / BM                                | Final / BM       |
| Spelare                           | Gren       | Motståndare Poäng                   | Motståndare Poäng                     | Motståndare Poäng                         | Motståndare Poäng                           | Motståndare Poäng                         | Motståndare Poäng                         | Placering        |
| --------------------------------- | ---------- | ----------------------------------- | ------------------------------------- | ----------------------------------------- | ------------------------------------------- | ----------------------------------------- | ----------------------------------------- | ---------------- |
| Julien Benneteau                  | Herrsingel | Jouzjnj (RUS) W 7–5, 6–3            | Federer (SUI) L 2–6, 2–6              | Gick inte vidare                          | Gick inte vidare                            | Gick inte vidare                          | Gick inte vidare                          | Gick inte vidare |
| Richard Gasquet                   | Herrsingel | Haase (NED) W 6–3, 6–3              | Baghdatis (CYP) L 4–6, 4–6            | Gick inte vidare                          | Gick inte vidare                            | Gick inte vidare                          | Gick inte vidare                          | Gick inte vidare |
| Gilles Simon                      | Herrsingel | Kukushkin (KAZ) W 6–4, 6–2          | Dimitrov (BUL) W 6–3, 6–3             | del Potro (ARG) L 1–6, 6–4, 3–6           | Gick inte vidare                            | Gick inte vidare                          | Gick inte vidare                          | Gick inte vidare |
| Jo-Wilfried Tsonga                | Herrsingel | Bellucci (BRA) W 6–7(5–7), 6–4, 6–4 | Raonic (CAN) W 6–3, 3–6, 25–23        | López (ESP) W 7–6(7–5), 6–4               | Djokovic (SRB) L 4–6, 5–7                   | Gick inte vidare                          | Gick inte vidare                          | Gick inte vidare |
| Julien Benneteau Richard Gasquet  | Herrdubbel | i.u.                                | Fleming / Hutchins (GBR) W 7–5, 6–3   | Bhupathi / Bopanna (IND) W 6–3, 6–4       | Tipsarević / Zimonjić (SRB) W 6–4, 7–6(7–3) | B. Bryan / M. Bryan (USA) L 4–6, 4–6      | Ferrer / F. López (ESP) W 7–6(7–4), 6–2   | 3                |
| Michaël Llodra Jo-Wilfried Tsonga | Herrdubbel | i.u.                                | Nalbandian / Schwank (ARG) W 6–3, 7–5 | Paes / Vardhan (IND) W 7–6(7–3), 4–6, 6–3 | Melo / Soares (BRA) W 6–4, 6–2              | Ferrer / F. López (ESP) W 3–6, 6–4, 18–16 | B. Bryan / M. Bryan (USA) L 4–6, 6–7(2–7) | 2                |

Damer
| Spelare                          | Gren      | Omgång 1                     | Omgång 2                                | Åttondelsfinaler  | Kvartsfinaler     | Semifinaler       | Final / BM        | Final / BM       |
| Spelare                          | Gren      | Motståndare Poäng            | Motståndare Poäng                       | Motståndare Poäng | Motståndare Poäng | Motståndare Poäng | Motståndare Poäng | Placering        |
| -------------------------------- | --------- | ---------------------------- | --------------------------------------- | ----------------- | ----------------- | ----------------- | ----------------- | ---------------- |
| Alizé Cornet                     | Damsingel | Paszek (AUT) W 7–6(7–4), 6–4 | Hantuchová (SVK) L 3–6, 0–6             | Gick inte vidare  | Gick inte vidare  | Gick inte vidare  | Gick inte vidare  | Gick inte vidare |
| Alizé Cornet Kristina Mladenovic | Damdubbel | i.u.                         | Peng / Zheng (CHN) L 1–6, 7–6(7–3), 3–6 | Gick inte vidare  | Gick inte vidare  | Gick inte vidare  | Gick inte vidare  | Gick inte vidare |

## Triathlon
- Huvudartikel: Triathlon vid olympiska sommarspelen 2012

| Triathlet        | Gren                | Simning (1,5 km) | Trans 1 | Cykling (40 km) | Trans 2 | Löpning (10 km) | Total tid | Placering |
| ---------------- | ------------------- | ---------------- | ------- | --------------- | ------- | --------------- | --------- | --------- |
| David Hauss      | Herrarnas triathlon | 17:24            | 0:38    | 58:50           | 0:29    | 29:53           | 1:47:14   | 4         |
| Vincent Luis     | Herrarnas triathlon | 17:20            | 0:38    | 58:53           | 0:27    | 31:00           | 1:48:18   | 11        |
| Laurent Vidal    | Herrarnas triathlon | 17:27            | 0:43    | 58:42           | 0:28    | 30:01           | 1:47:21   | 5         |
| Emmie Charayron  | Damernas triathlon  | 19:48            | 0:39    | 1:06:58         | 0:34    | 34:27           | 2:02:26   | 18        |
| Jessica Harrison | Damernas triathlon  | 18:39            | 0:43    | 1:06:16         | 0:31    | 35:13           | 2:01:22   | 9         |
| Carole Péon      | Damernas triathlon  | 19:30            | 0:45    | 1:07:11         | 0:33    | 35:59           | 2:03:58   | 29        |